# Jesi
Jesi (AFI: /ˈjɛzi/) è un comune italiano di 39 519 abitanti  della provincia di Ancona nelle Marche.
Posizionata lungo il medio corso del fiume Esino, è una città di antiche tradizioni industriali. A testimonianza del suo passato, che nel XII secolo l'ha vista piccola capitale della Respublica Aesina, conserva un centro storico circondato da una cinta muraria del XV secolo pressoché intatta. È tutt’oggi il centro più importante della Vallesina, fungendo da polo commerciale e di servizi di una delle aree più densamente popolate della provincia.

## Geografia fisica

### Territorio
Jesi è situata nella bassa valle del fiume Esino, su un poggio poco rilevato (97 m s.l.m.), e il suo territorio si estende su una superficie di 107 km².

### Clima
Nonostante la relativa vicinanza del mare, Jesi presenta un clima con influenze continentali.
Gli inverni sono moderatamente freddi e umidi, a volte nevosi. Tra le nevicate maggiori degli ultimi 20 anni, si ricordano quelle del dicembre 1996, del gennaio 2005 e del febbraio 2012 (in tutti i casi il manto nevoso ha superato i 50 cm e addirittura si è portato intorno al metro di altezza nell'ultimo episodio citato). Le minime, a seguito delle ondate di gelo maggiori, possono precipitare fin sotto i −10 °C/−15 °C.
Le estati sono molto calde e spesso afose, caratterizzate da scarsa ventilazione. I temporali non sono rari e in qualche caso violenti, con rovinose grandinate ed occasionali trombe d'aria (come quella che nell'estate del 2014 ha causato ingenti danni alla periferia ovest della città). Durante le ondate di caldo africano i termometri si portano facilmente sui 35 °C/40 °C e addirittura nel 2003 si registrarono picchi record di 43 °C. Le temperature più elevate si hanno comunque quando spira il garbino, vento di caduta dall'Appennino, assai caldo e secco.
Le stagioni mediane sono in genere miti e piacevoli, sebbene possano rivelarsi molto piovose (con eventi alluvionali che interessano il corso del fiume Esino).
La nebbia è comune sia nella stagione autunnale che in quella invernale.

## Origini del nome
Ci sono diverse teorie sull'origine del nome della città.
- Secondo la leggenda riportata da Silio Italico Jesi deve il suo nome a Esio, re dei Pelasgi, che diede il suo nome al fiume Esino e alla città che vi fondò: Aesis.
- Quando i Galli Senoni si stabilirono sulle rive dell'Esino, il loro ultimo avamposto in quel territorio che poi venne successivamente identificato dai romani come "Ager Gallicus", dedicarono la città a Eso il dio toro celtico.
- Jesi ha un'origine comune al fiume Esino, da una base prelatina *ais, che si ritrova in molti altri idronimi come Isonzo, Isarco ecc.[7][8]

## Storia

### La leggenda
Nell'VIII libro dei Punica, Silio Italico racconta che Jesi venne fondata da Esio, re dei Pelasgi, qui giunto direttamente dall'Arcadia, o dalla Tessaglia, nel 768 a.C. risalendo il fiume dal Mare Adriatico. Diede il suo nome al fiume Esino e alla città che vi fondò: Aesis. Egli, inoltre, donò il simbolo di un leone rampante al blasone cittadino, come si legge anche su un'iscrizione presente sotto l'edicola, recante lo stemma civico, posta sulla facciata del Palazzo della Signoria. Questo mitologico sovrano fu considerato il capostipite degli Etruschi, dei Sabini e dei Piceni. La leggenda, che si è protratta nei secoli, sembra sia all'origine della storica denominazione di Jesi come "Città Regia".

### Origini e identità celtiche

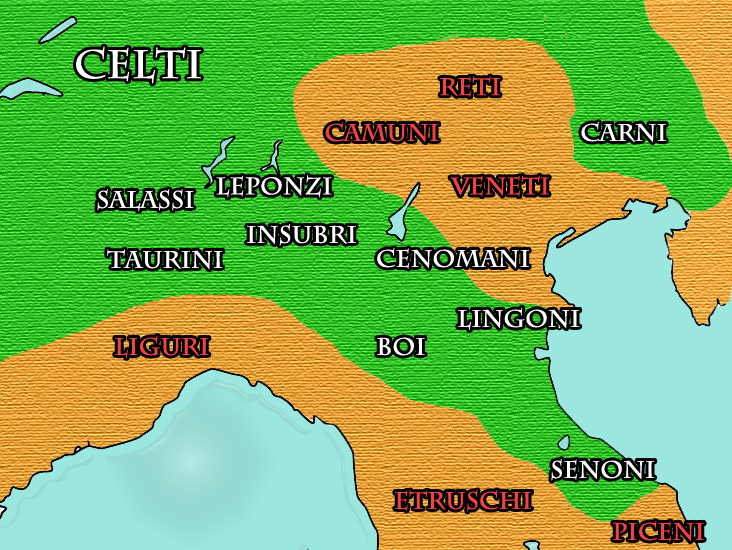
Cartina dei domini celtici in Italia.

Storicamente Jesi ha origini molto antiche; si ritiene infatti che sia stata fondata dagli Umbri, che crearono diversi villaggi sulla destra del fiume Esino marcando una linea di frontiera fra l'Umbria marittima a nord e il Piceno a sud. Anche con l'avanzata dei Piceni, Jesi, restò comunque umbra, divenendo un avamposto umbro in territorio piceno.
Nel IV secolo a.C. i Galli Senoni, popolazione celtica calata dal nord e così chiamata dalla loro città di provenienza (l'odierna Sens in Francia), scacciarono gli Umbri e si stanziarono sulla costa orientale dell'Italia, dalla Romagna al fiume Esino, in quello che venne poi denominato Ager Gallicus. Vi fondarono Sena Gallica (Senigallia), che divenne la loro capitale, stabilirono il confine meridionale del loro territorio sull'Esino e, come già gli Umbri, fecero di Jesi l'ultima roccaforte di difesa contro i Piceni.

### Dominazione romana

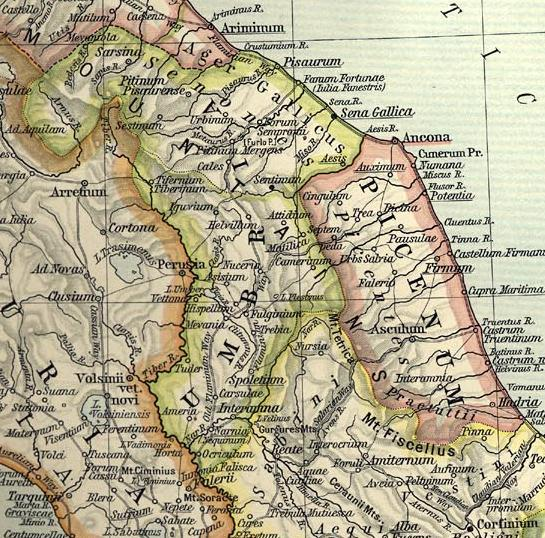
Cartina della Regio V Picenum e VI Umbria.

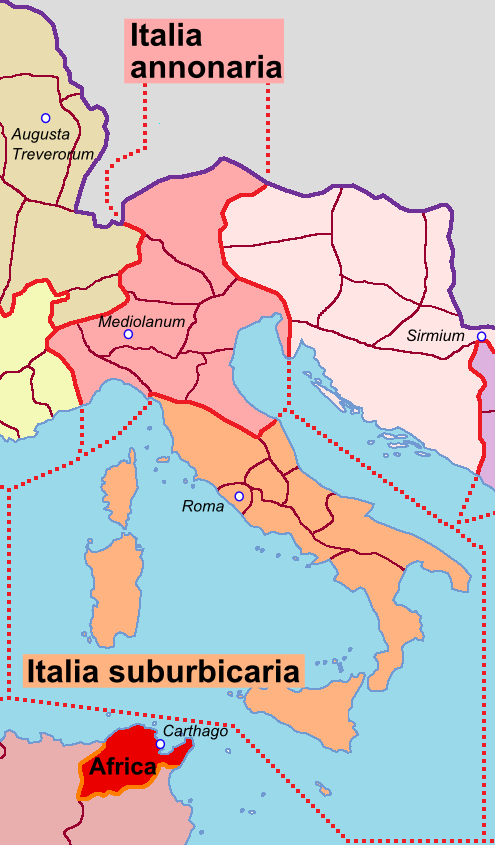
Cartina dell'Italia Annonaria.

Per oltre un secolo si verificarono molti scontri fra i Galli Sénoni e i Romani finché, a seguito della Battaglia del Sentino del 295 a.C., Roma sconfisse definitivamente i popoli italici e nel 283 a.C. i Galli Sénoni furono debellati e quindi sottomessi.
I Romani stabilirono nel tempo numerose colonie; Jesi nel 247 a.C. venne trasformata nella colonia romana colonia civium romanorum di Aesis, iscritta alla tribù Pollia e incorporata nella Regio VI Umbria insieme a Sena Gallica, Fanum Fortunae e Pisaurum. In seguito, con Costantino I, venne inglobata nel vicariato dell'Italia Annonaria.
Nacque così il municipium di Aesis con una struttura urbanistica corrispondente al modello del castrum, modello sostanzialmente rimasto intatto. Durante l'età imperiale Jesi divenne molto florida, incentrata sul Foro (coincidente con Piazza Federico II) possedeva templi, palazzi pubblici e un teatro semicircolare da 2 500 posti con la cavea di 55 metri di diametro (oggi nell'area del Palazzo Amici-Honorati). Possenti mura la cingevano. I Romani costruirono anche un'importante via di comunicazione, la Via Salaria Gallica, che passando proprio per Jesi (la quale sembra sia stato un importante centro per il pagamento del dazio fra la V e la VI Regio) collegava la Via Flaminia alla Via Salaria.
Nel contesto storico romano appare il Cristianesimo, qui portato verso il IV secolo dal germanico Settimio, nominato primo Vescovo di Jesi da papa Marcello I e martirizzato con la decapitazione dal giudice romano Florentio il 5 settembre 307.
La continuità demica da allora, nonostante il susseguirsi delle invasioni, non fu più interrotta. In epoca romana Cupramontana e Planina furono i due centri vicini di Aesis, ma a differenza di quest'ultima non sopravvissero ai saccheggi e alle distruzioni barbariche.

### Alto Medioevo

L'Esarcato di Ravenna

Con la disgregazione dell'Impero Romano d'Occidente convenzionalmente fissata nel 476 d.C., Jesi venne attaccata da Odoacre, re degli Eruli, e devastata. Anche nel 493, con la conquista dell'Italia da parte degli Ostrogoti di Teodorico, fu distrutta nuovamente. Nel 554 gli Ostrogoti furono scacciati dall'Italia da parte dei Bizantini e così Jesi venne inclusa, con la parte settentrionale delle Marche e la parte meridionale della Romagna, in uno dei sette distretti militari dell'Esarcato di Ravenna, la Pentapoli, costituita nel 585 dall'imperatore Maurizio I. In seguito i Bizantini la eressero a uno dei centri principali della nuova "Pentapoli annonaria" (insieme a Gubbio, Urbino, Cagli e Fossombrone), costituita in contrapposizione a quella "Marittima" (Rimini, Pesaro, Fano, Senigallia e Ancona), per un maggiore controllo e difesa del territorio interno della regione.
Un ulteriore riconoscimento per Jesi fu l'elevazione a diocesi, come conferma la menzione di un suo vescovo già nel VI secolo.
Dal 728 i Longobardi ripresero le invasioni verso le Pentapoli quando infine nel 751, guidati dal re Astolfo conquistarono l'Esarcato e devastarono Jesi. In seguito alle invasioni dei Franchi del 752-754, il loro re Pipino il Breve, conquistò i territori del vecchio esarcato nel 754, e nel 756 con l'accordo papale della Promissio Carisiaca li donò all'autorità di papa Stefano II Orsini, creando lo Stato della Chiesa e dando quindi inizio al potere temporale dei Papi.
A partire dall'VIII secolo l'azione dei monaci benedettini diede vita, nella valle dell'Esino, ad innumerevoli abbazie che provvidero alla bonifica del territorio. Ma la dominazione papale portò a una crisi finanziaria, sociale e culturale che spesso sfociò in varie sanguinose rivolte, che talvolta miravano a riportare il dominio dei Longobardi. Solo nel 773 l'esercito dei Franchi di Carlo Magno debellò definitivamente i Longobardi. Ma le rivolte continuarono frequenti, tanto che con l'incoronazione, di Carlo Magno a imperatore il 25 dicembre 800, Jesi, pur appartenendo alla Chiesa, ricade sotto la giurisdizione imperiale ed entra a far parte della nuova contea della Marca. A partire da questo periodo prende forma la struttura feudale della città.
Nel 999 l'imperatore Ottone III riconsegna alla Chiesa di papa Silvestro II otto contee, tra cui quella di Jesi. Sull'esteso territorio di Jesi sorgevano ben 29 abbazie camaldolesi e benedettine insieme a numerosi possedimenti dei conti di Jesi (i Colocci, derivanti dagli Attoni, di stirpe longobarda) e quelli di altri piccoli centri rurali come i conti di Morro Panicale, Moie, Ripe e altri. In questo modo Jesi perde ogni autonomia.

### L'età comunale

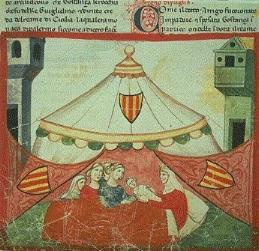
Nascita di Federico II

Nel 1100 ebbero inizio le furenti lotte di ribellione delle città più importanti delle Marche intere contro il dominio pontificio. Le lotte erano così numerose e insistenti che il papa dichiarò, in una bolla, le "Marche" una regione ingovernabile. Nel frattempo le Lotte per le investiture avevano indebolito il potere sia papale che imperiale, evento determinante per la nascita dei Liberi Comuni. Nel 1130 Jesi si erse a Libero Comune con un proprio governo autonomo, podestà, consoli e scuole di arti e mestieri. Questo fu il periodo d'oro della città, in cui si elaborarono gli statuti, si costruirono i palazzi del Podestà, del Comune e la Cattedrale intitolata a San Settimio (dal 1208), l'Episcopio e si fortificarono le mura sul tracciato di quelle d'epoca romana.
Durante il XII secolo e quelli successivi nobiltà locale, artigiani e commercianti s'allearono fondando la cosiddetta Respublica Aesina e cominciarono la conquista del Contado, che sottrassero ai grandi feudatari laici ed ecclesiastici, più conosciuti come Castelli di Jesi. Questa espansione territoriale creò scontri furiosi con i vicini più potenti, fra i primi la Repubblica di Ancona, con la quale si susseguirono lunghe e dure lotte per il possesso della valle dell'Esino nel tratto che va da Chiaravalle al mare.

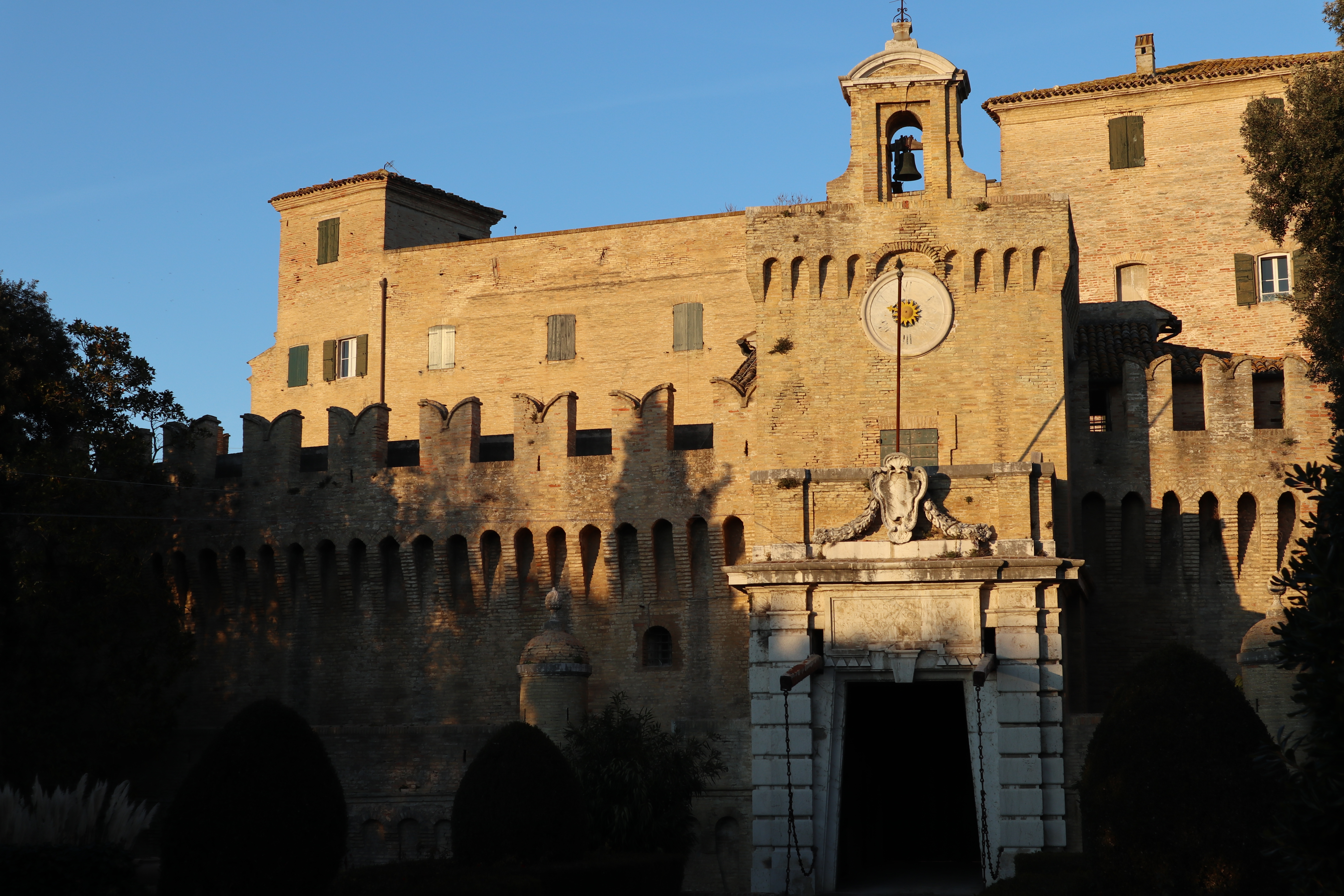
il Castello di Rocca Priora, costruito a protezione dello sbocco a mare della Respublica Æsina. Lungamente conteso con Ancona.

Trovatasi per coincidenza in prossimità della località di Jesi, Costanza d'Altavilla fu presa dalle doglie e venne accolta con generosità dai semplici villici, e il 26 dicembre 1194 diede alla luce, in una tenda imperiale nella piazza centrale della città, l'antico Foro romano, l'imperatore Federico II, che donerà a Jesi il titolo di "Città Regia" che sanciva importanti diritti di piena autonomia, e libertà comunali. Jesi passò così definitivamente alla fazione ghibellina e le sue fortune politiche saranno legate per anni a quelle di Federico II e dei suoi figli Enzo e Manfredi con l'ottenimento di privilegi imperiali seguiti da inevitabili scomuniche ecclesiastiche.
Nel secolo e in quello successivo si visse un forte sviluppo economico e relativo incremento demografico, come testimonia il costituirsi dei borghi fuori le mura di San Floriano, San Filippo, e San Nicolò. Inoltre dal 1303 il Maestro Francesco di Bernardino Santi da Esanatoglia realizza il cosiddetto Vallato, canale lungo 12 km che partendo dal fiume Esino in prossimità delle Moie, convoglia le acque fin sotto le mura cittadine, irrigando campi e fornendo quella fonte di energia idraulica per i mulini e le valche atte alla lavorazione della lana e alla concia delle pelli.

### Le signorie

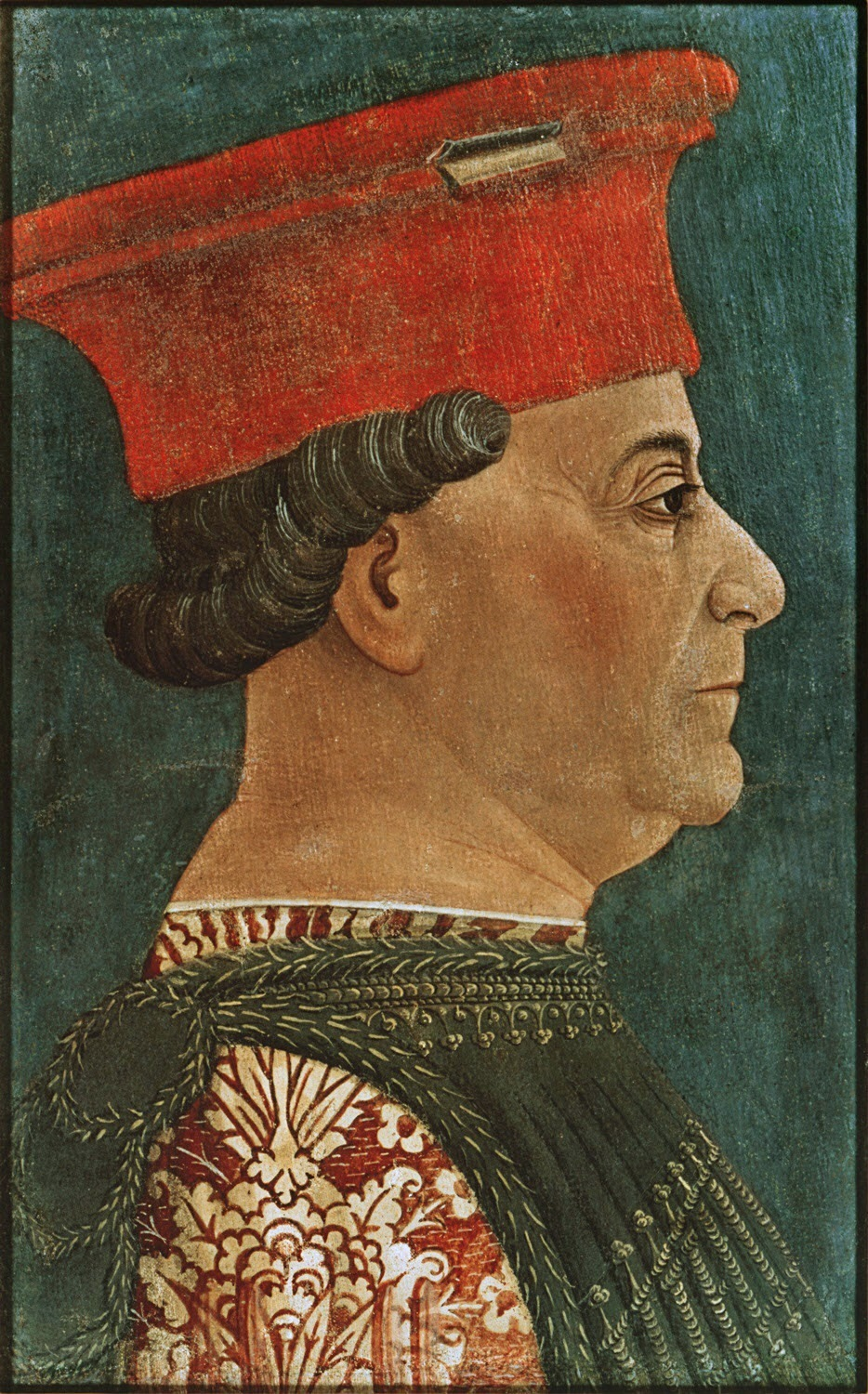
Francesco Sforza, Signore di Jesi dal 1433 al 1447.

Con la nomina nel 1353 del cardinale Egidio Albornoz a Vicario generale dei domini della Chiesa in Italia, si cercò di ricondurre tutti i comuni e le signorie sotto il controllo, diretto o indiretto, dell'autorità papale e furono emanate le Costituzioni egidiane che regolavano lo Stato della Chiesa. Tra il 1373 e l'inizio del XV secolo diverse lotte per il potere sconvolgono la regione, portando distruzione e miseria per la popolazione. Nonostante la caduta sotto il dominio papale della Romagna e di Ancona, Jesi, grazie ai privilegi imperiali, riuscì a mantenere l'autonomia della sua piccola Repubblica. Tuttavia in seguito Jesi fu occupata dal vicario pontificio Filippo Simonetti, da Galeotto I Malatesta nel 1347-1351, da Braccio da Montone nel 1408, e da Francesco Sforza, di cui divenne un autentico caposaldo, tanto che nel dicembre 1433 Francesco Sforza invase il territorio marchigiano partendo proprio da Jesi. È solo nel 1447 che la Chiesa riuscì a riprendere il controllo, comprando la città.
Nel 1441 venne stilato il primo catasto completo dell'intero Contado di Jesi. In questo documento appaiono sovente dei proprietari laici con i cognomi come "Schiavo", "Schiavoni" o "Albanesi" che non sono affatto di origine marchigiana; ma sono una delle testimonianze della presenza di genti transadriatiche (dalla Schiavonia, entroterra orientale dell'Adriatico, dall'Albania) nel territorio già da quel tempo. Infatti l'Impero Romano d'Oriente era stato invaso dai Turchi e Maometto II, nel 1453, conquisterà Costantinopoli. Il popolo balcano migrò nei territori d'oltremare per rifugiarsi.

### Il ritorno al Papato
Nel 1447 tornò definitivamente sotto il dominio dello Stato pontificio, pur riuscendo a mantenere qualche diritto sui territori del Contado grazie ai titoli ricevuti da Federico II secoli prima. Intorno al 1470 si diffuse nella Marca d'Ancona una grave pestilenza che decimò la popolazione, tanto che nel 1471 la città di Jesi emanò un bando per invitare le genti provenienti dall'Emilia e dalla Lombardia a ripopolare la zona assegnando loro terre e proprietà: numerosi sono i luoghi a loro intitolati, come via dei Lombardi, Costa dei Lombardi, via Fiorenzuola. Inoltre dal 1472 venne assegnata alla comunità lombarda una cappella: "Cappella Lombardorum", nella Chiesa di Sant'Agostino.

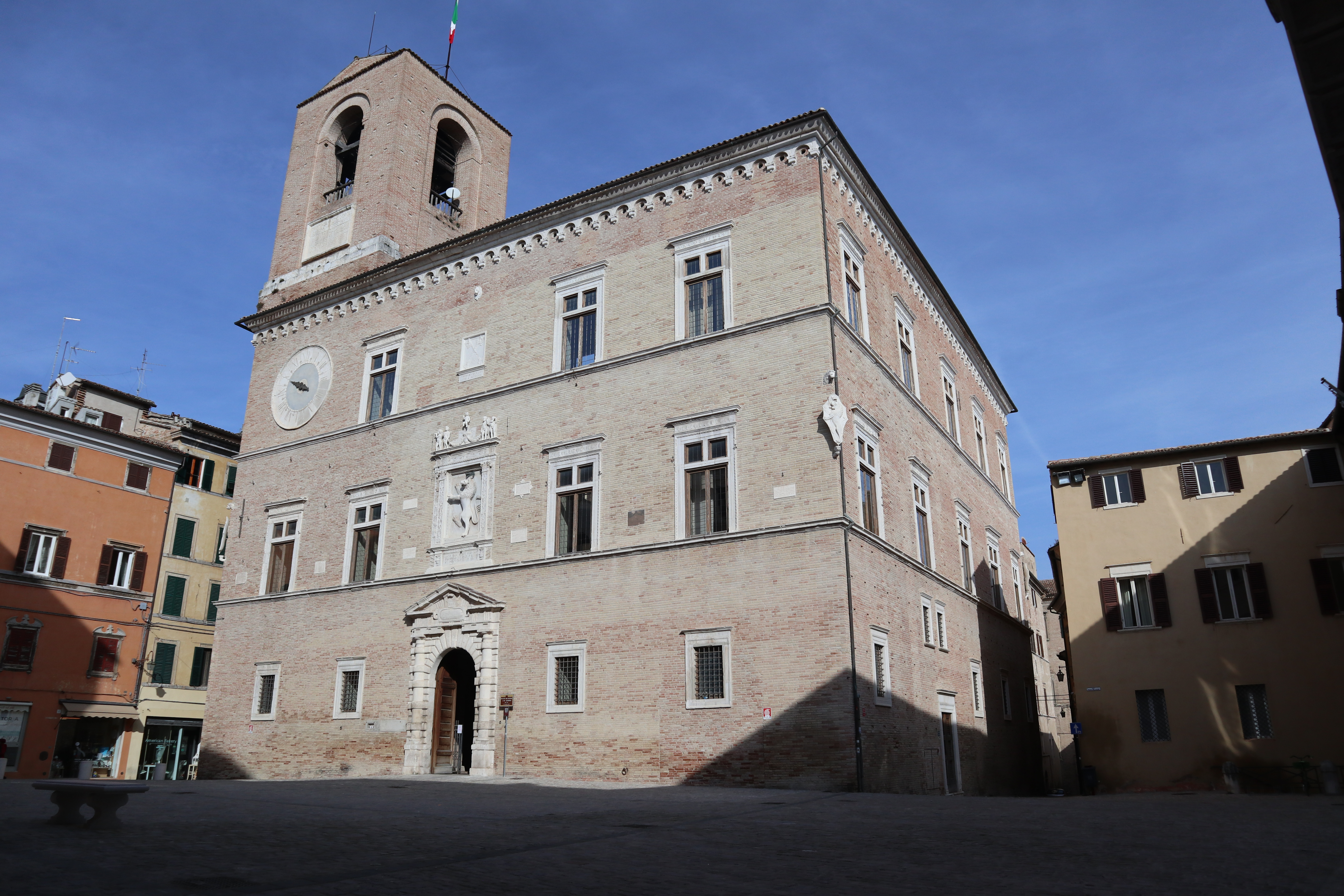
Il Palazzo della Signoria, costruito da Francesco di Giorgio Martini.

La fine del periodo signorile, la fine della peste e la ricomposizione dell'assetto comunale donarono un certo equilibrio stabile e avviarono dapprima una grande ripresa economica, demografica e soprattutto edilizia della città. A partire dalla seconda metà del Quattrocento si modificò profondamente il volto architettonico della città con la costruzione di nuove chiese e palazzi e la progressiva espansione urbanistica fuori dalla cerchia delle vecchie mura. Sono di questo periodo il rafforzamento del sistema difensivo cittadino ad opera del fiorentino Baccio Pontelli, la costruzione su progetto del senese Francesco di Giorgio Martini del Palazzo della Signoria, uno dei più bei palazzi monumentali della Marca. Accanto alla rinascita edilizia ed economica c'è quella culturale: il pittore veneziano Lorenzo Lotto realizza per alcune chiese della città capolavori assoluti; Federico Conti da Verona stampa a Jesi nel 1472, una delle primissime edizioni a stampa della Divina Commedia e Lucagnolo di Ciccolino, cesellatore raffinato e maestro di Benvenuto Cellini sviluppa e perfeziona l'arte orafa.

#### Il Sacco di Jesi
Il 3 giugno 1517 Jesi subisce il più grave saccheggio della sua storia. In seguito all'assegnazione del Ducato di Urbino da parte di papa Leone X al nipote Lorenzo de' Medici, Francesco Maria I della Rovere che ne era l'erede, mosse 70.000 mercenari alla riconquista del Montefeltro. In quest'occasione le sue rappresaglie presero anche altre città, e con l'appoggio di infiltrati interni, entrarono a Jesi saccheggiando e depredando gli edifici, le famiglie aristocratiche, gli archivi comunali e anche i comuni del Contado. Ingenti furono le ricchezze, le vivande e il bestiame che furono sottratti. Le famiglie più colpite quelle dei Ghislieri, Ripanti e Amici.

#### Storia moderna
Pur sotto il dominio papale, verso la fine del Cinquecento, l'oligarchia locale, costituitasi ormai solidamente in ceto di proprietari terrieri, rivendica a sé tutto il potere politico e amministrativo, potere che mantiene fino alla fine del Settecento.
Due sono i riferimenti storici più significativi da segnalare per il secolo XVIII: la trasformazione architettonica e urbanistica della città e la nascita di Giambattista Pergolesi e Gaspare Spontini, due grandi personalità nel campo della musica che si affermarono in tutta Europa.

### Periodo napoleonico
Nel 1797 le truppe napoleoniche posero fine all'antico regime, ma anche al dominio sul Contado.
Nel 1808 con l'annessione delle Marche al Regno Napoleonico, nella cosiddetta Repubblica romana, Jesi diviene uno dei capoluoghi di distretto del Dipartimento del Metauro. Con la caduta di Napoleone a Waterloo e la successiva Restaurazione del 1815, Jesi ritornò di nuovo sotto i papi, ma cominciò a prendere forma una concezione laica e borghese dello Stato. Nei primi decenni dell'Ottocento si iniziò a Jesi un graduale processo di industrializzazione con la nascita delle prime manifatture per la seta. Le vicende risorgimentali che condurranno all'unità d'Italia coinvolsero diversi personaggi jesini tra cui il marchese Antonio Colocci, eletto nel 1849 quale rappresentante della Provincia di Ancona all'Assemblea Costituente della Repubblica romana e poi, dopo l'Unità, deputato e senatore del Regno.

### Storia contemporanea
Il 15 settembre 1860 i bersaglieri e il Reggimento Lancieri di Milano entrarono a Jesi mentre cinque giorni più tardi, nella vicina Castelfidardo, le truppe piemontesi guidate dal generale Cialdini sconfissero l'esercito papale nella Battaglia di Castelfidardo, cui seguì il plebiscito che sancì la definitiva unione delle città al Regno d'Italia.
Fu una delle prime città italiane a istituire una tipografia. Nel 1969 è stata sede d'un Convegno Urbanologico Internazionale promosso dall'UNESCO, che l'ha segnalata come "città esemplare" per l'integrazione architettonica dei suoi vari strati storici.
Nel 2014 Jesi è riconosciuta come Città Europea dello Sport.

### Simboli
La descrizione araldica dello stemma è la seguente:

La descrizione araldica del gonfalone è la seguente:

Lo stemma deriva dalla leggendaria fondazione cittadina da parte di Esio, re dei Pelasgi, fuggito dall’Arcadia, che aveva come insegna un leone rampante. Lo stesso è anche adottato da molti degli attuali Comuni dei Castelli di Jesi, che furono un tempo soggetti alla signoria di Jesi.

### Onorificenze
Jesi possiede il titolo di città dal XII secolo, testimoniato dall'elaborazione degli Statuti, confermati col titolo di "Città Regia" dall'imperatore Federico II di Svevia

## Monumenti e luoghi d'interesse

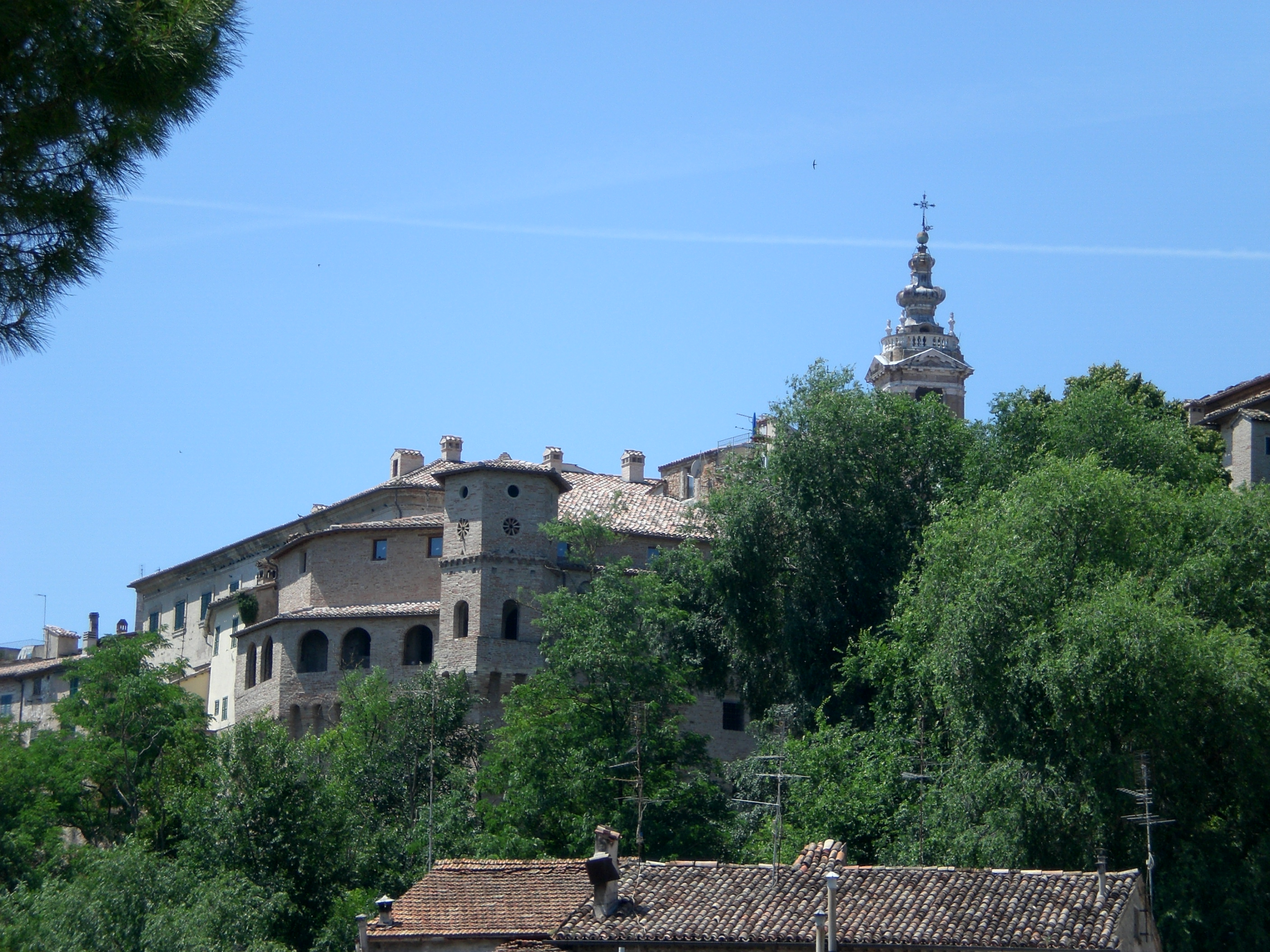
Veduta del centro storico chiuso dalle mura.

### Architetture religiose
Duomo di San Settimio

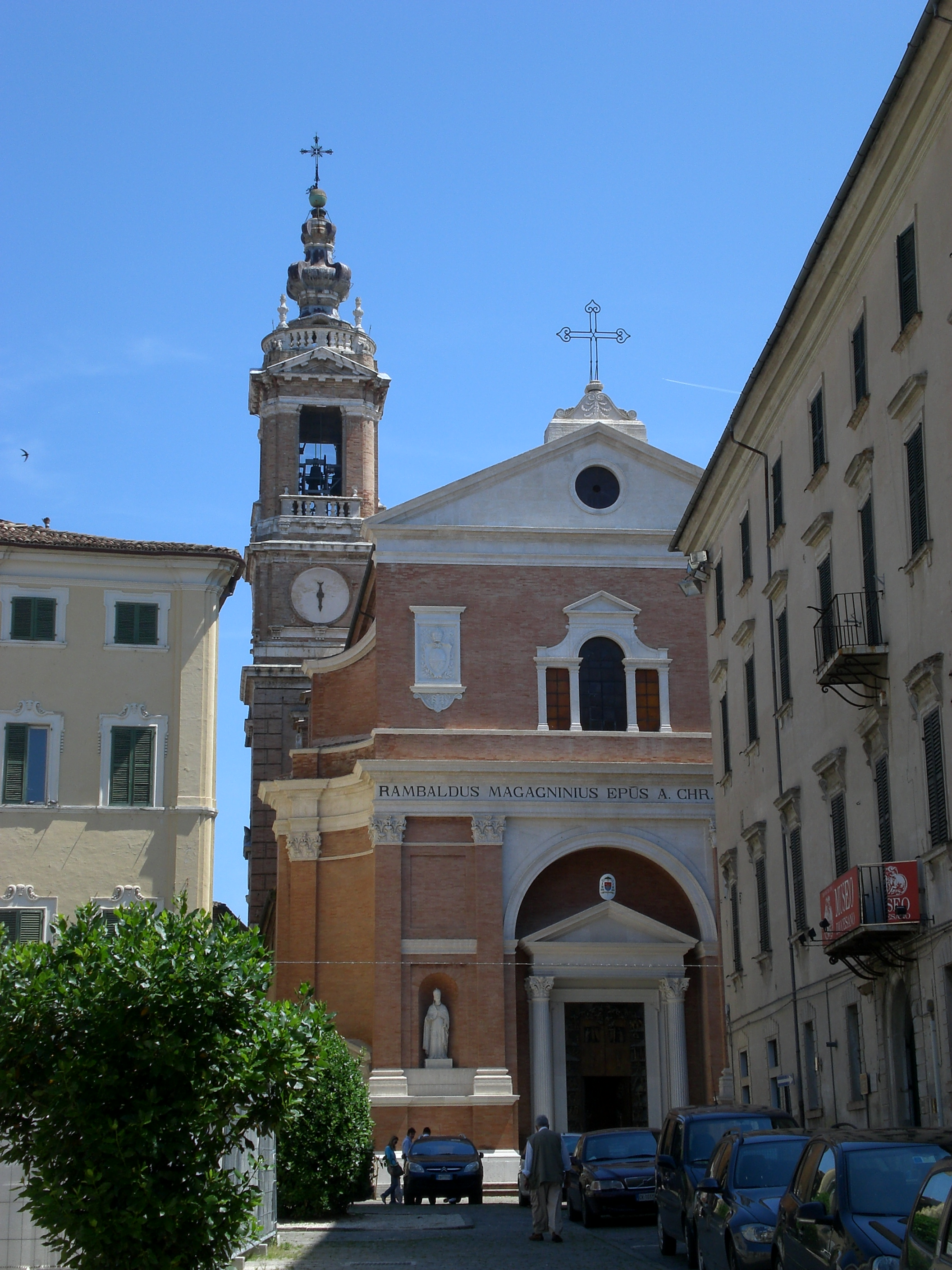
Duomo.

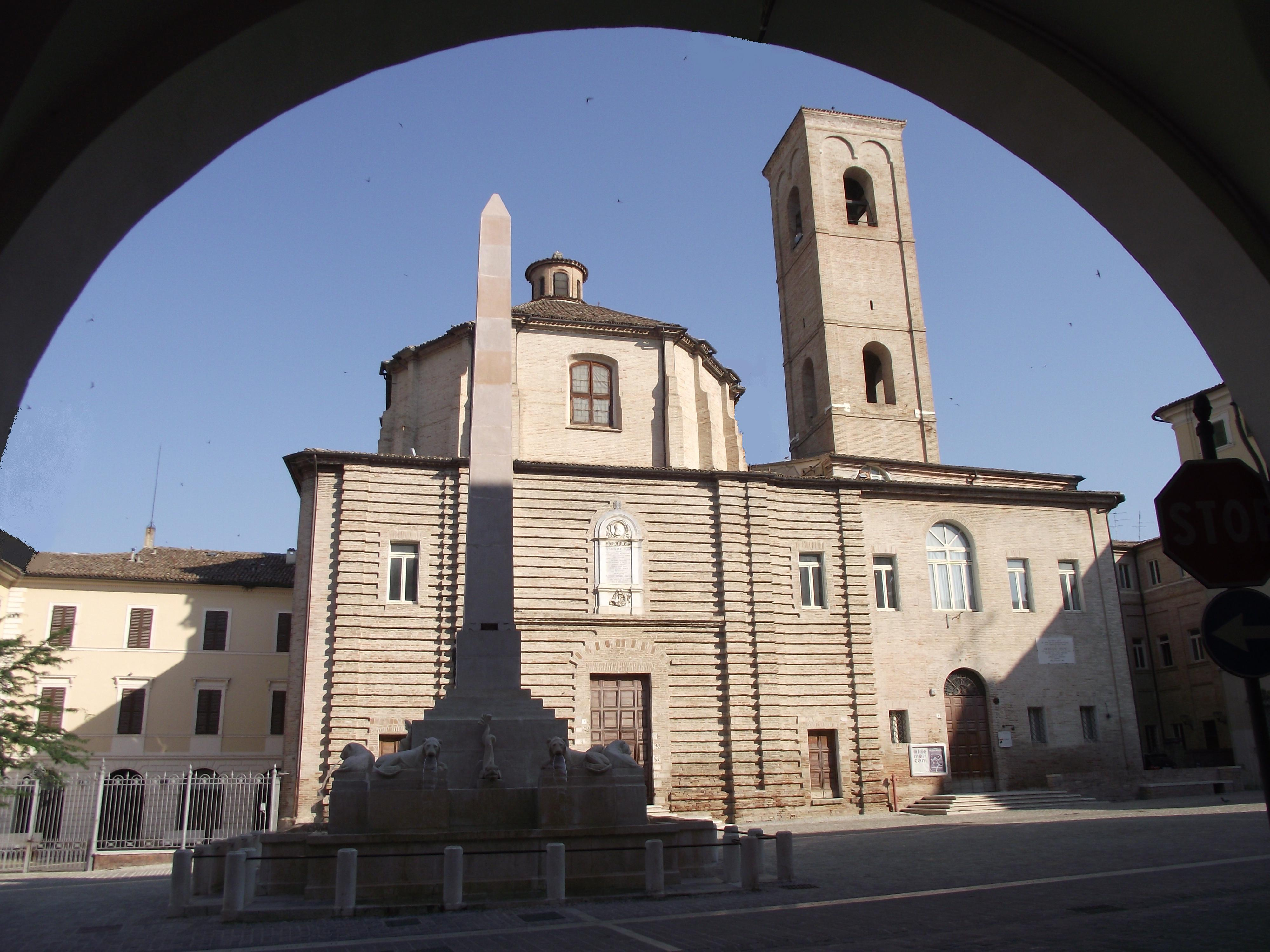
Chiesa di San Floriano.

Fu costruito tra il XIII e il XIV secolo ad opera di Giorgio da Como, e rifatto tra il 1732 e il 1741 da Domenico Barrigioni. Della vecchia costruzione rimangono, all'interno, i due leoni-acquasantiere già facenti parte del portale della chiesa. Il campanile, che caratterizza il profilo urbano, è opera del locale Francesco Matellicani, che lo eresse nel 1782-84 ispirandosi a quello vanvitelliano del Santuario della Santa Casa di Loreto. La facciata, caratterizzata da una serliana, è stata ultimata nel 1889 su progetto di Gaetano Morichini, su iniziativa del vescovo Rambaldo Magagnini. L'interno si presenta a navata unica e cupola emisferica, secondo il gusto neoclassico dell'epoca. Durante il XVIII secolo vennero aperte molte cappelle laterali arricchite con dipinti, decorazioni e arredi liturgici volute dai nobili jesini.
Ex Chiesa e Convento di San Floriano
È la chiesa più importante della città sotto il profilo storico e religioso. Infatti fin dal XII secolo fu dedicata al patrono della comunità jesina e qui si svolgevano le più importanti cerimonie pubbliche tra cui, il 4 maggio, la presentazione del Palio da parte dei Castelli di Jesi in segno di sottomissione alla città. Nel 1439 venne presa in consegna dai Frati Minori Conventuali, provenienti dal convento di San Marco, che dal 1478, procedettero ad un rinnovamento interno del tempio medioevale che era a navata unica, orientato in direzione nord-sud, con ingresso sul cortile dell'attuale Palazzo Ghisleri. Negli stipiti della porta d'ingresso sono visibili alcune pietre intagliate in stile romanico della precedente chiesa medioevale. Fu allora che la planimetria venne modificata collocando l'ingresso verso la piazza, con la creazione di nuove cappelle che ben presto si arricchirono di monumenti sepolcrali e opere d'arte, tra cui la Deposizione, la Annunciazione e la Pala di Santa Lucia di Lorenzo Lotto, realizzate tra il 1512 e il 1532 e conservate nella Pinacoteca Civica assieme ai sarcofagi e ai bassorilievi che originariamente l'adornavano. L'aspetto attuale è frutto del rifacimento avviato nel 1743 nel corso del quale la chiesa e il convento subirono radicali trasformazioni ad opera dell'architetto Francesco Maria Ciaraffoni che ne progettò gli interni e lo scalone. Presenta un grande tiburio e una facciata mai completata. L'interno, a pianta centrale ellittica, è tutto impostato sulla cupola a base ovale decorata di stucchi e affreschi con le Storie di san Francesco e le Virtù di San Floriano, eseguiti in stile tardo-barocco dal locale Luigi Mancini a partire dal 1851. La chiesa, sconsacrata nel 1860, divenne prima sede della biblioteca civica, poi della pinacoteca comunale e, infine, è sede del teatro studio Valeria Moriconi, dedicato all'attrice jesina.
Chiesa di San Marco

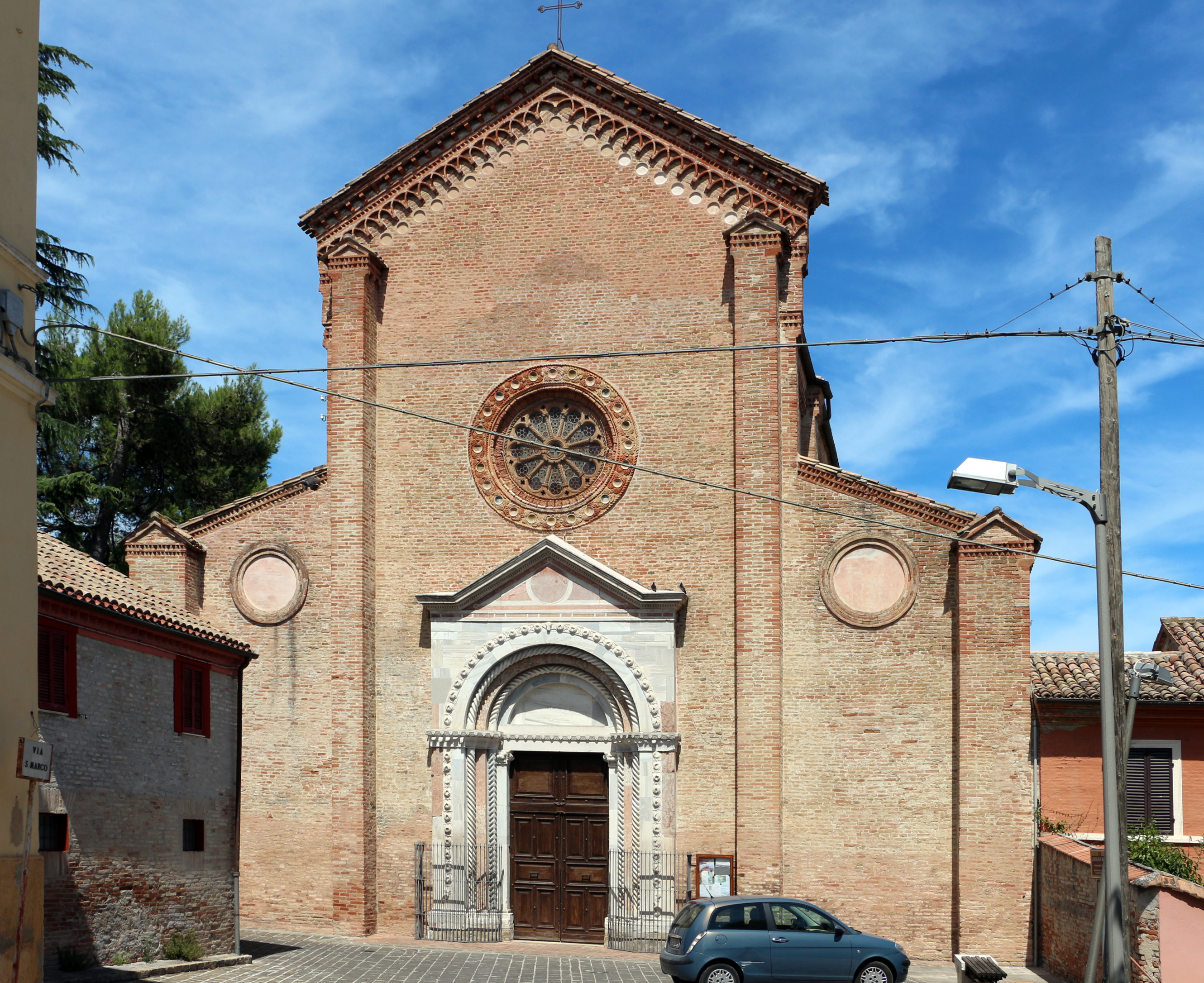
Chiesa di San Marco.

Sorge poco fuori dalla cerchia delle mura, fa parte di un complesso monastico di clausura. Venne eretta in stile Gotico nel XIII secolo e presenta una facciata tripartita aperta da un ricco rosone in cotto sormontante un portale marmoreo. L'interno è diviso in tre navate da pilastri ottagonali che reggono volte a crociera. Vi si conservano alcuni affreschi trecenteschi, superstiti del ciclo pittorico che originariamente decorava la maggior parte delle pareti della chiesa, che ritraggono il "Transito della Madonna", la "Madonna di Loreto", la "Crocifissione" e l'"Annunciazione". Le pitture murali hanno dato luogo ad alcune difformità di attribuzione, ma i restauri hanno permesso di chiarire la matrice di scuola riminese degli affreschi ricondotti a Giovanni e Giuliano da Rimini e ad artisti di ambito fabrianese. Nel corso dei restauri effettuati nel XIX secolo (1854-1859) dall'architetto Angelo Angelucci e dai pittori Silvestro Valeri di Perugia e Marcello Sozzi di Roma, si è provveduto a completare la decorazione della volta e dei sottoarchi, oltre che degli arredi lignei.
Chiesa dell'Adorazione

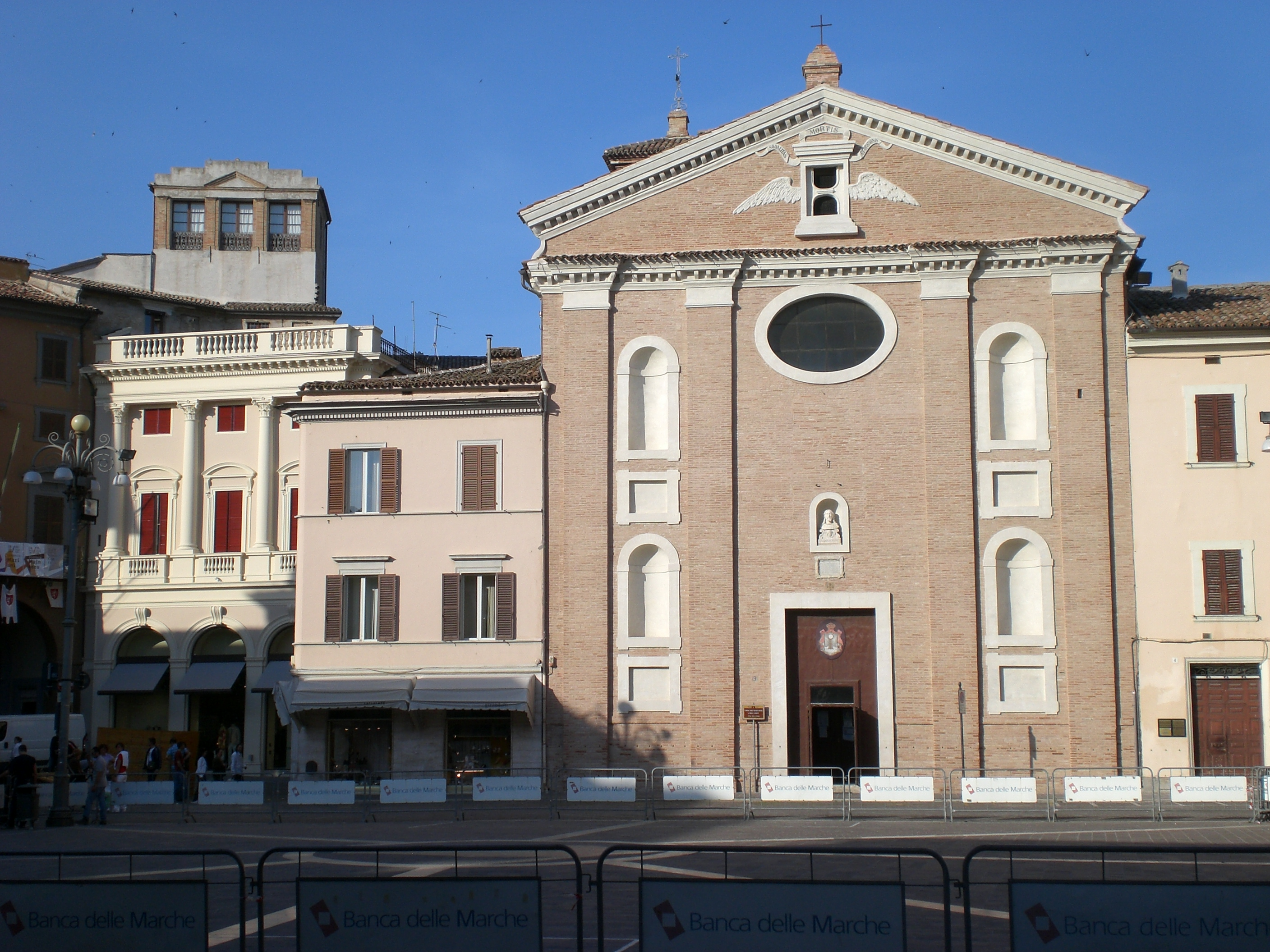
La Chiesa dell'Adorazione in Piazza della Repubblica.

Sorge nella centrale Piazza della Repubblica. Venne eretta nel 1585 per la Confraternità dei Poveri e della Morte. Divenuta collegiata nel XVIII secolo, venne interamente rifatta in stile tardobarocco. Dal 1940 è consacrata all'Adorazione eucaristica perpetua. All'interno sono conservate tele di Claudio Ridolfi, Filippo Bellini, e Domenico Luigi Valeri.
Chiesa di San Giovanni Battista
L'edificio risale al XIII secolo, quando si iniziò ad urbanizzare quella parte di terreno, detta di Terravecchia, appena fuori dalla primitiva cerchia muraria. Ricostruita interamente dai frati Apostoliti alla fine del Cinquecento, nella seconda metà del Seicento venne ristrutturata e portata a nuova veste dai Padri Filippini, i primi e quasi gli unici ad introdurre il barocco nelle Marche. Presenta una sobria facciata, ma ha un interno con stucchi nella particolare coloritura bianco-oro. Vi si conservano varie opere d'arte, fra cui l'icona del “Sangue Giusto”, affresco del 1333 attribuito a Pietro da Rimini.
Chiesa di San Nicolò

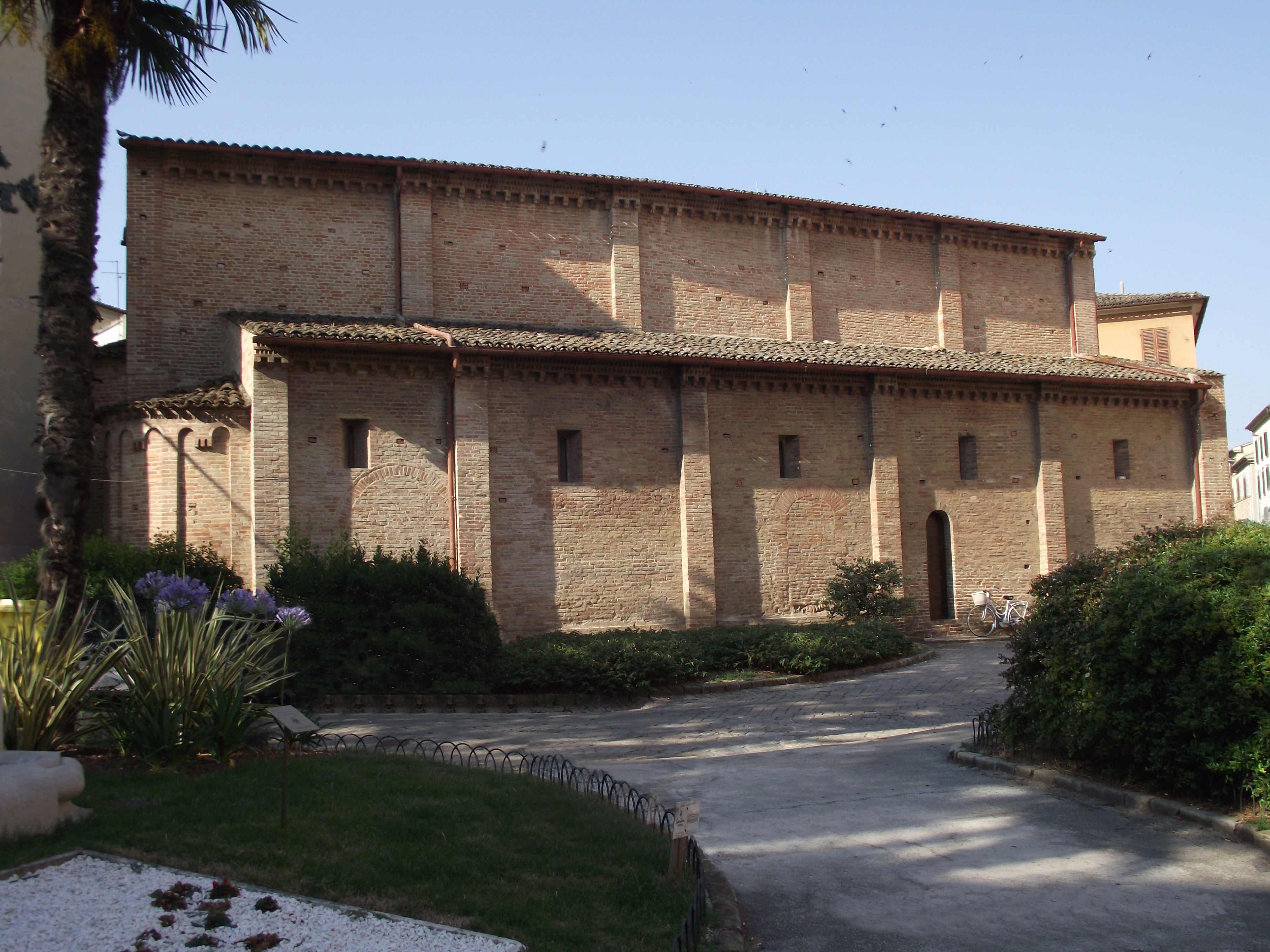
La romanico-gotica Chiesa di San Nicolò.

È l'edificio più antico della città di Jesi, documentato fin dal XII secolo. Le originali forme romaniche vennero rimaneggiate nel XIV secolo con l'aggiunta di elementi gotici. L'interno, a tre navate absidate, presenta una prevalenza di volte a crociera costolonate sostenute da pilastri compositi; rimandano invece a forme romaniche le navate laterali introdotte da archi a tutto sesto. Degli affreschi realizzati nella prima metà del XVI secolo non rimangono in loco che poche, illeggibili, tracce. Da San Nicolò proviene tra l'altro l'affresco di Pietro da Rimini raffigurante “San Francesco” (1333), conservato alla Galleria Nazionale di Urbino, e L'Icona del Sangue Giusto, conservata presso la chiesa di San Giovanni Battista. La decorazione esterna del complesso absidale presenta una successione di archetti pensili a goccia. Di estrema semplicità è la facciata a due spioventi al cui centro si apre un portale ad arco senese in marmo policromo e ghiera in laterizio a spina.
Santuario della Madonna delle Grazie
Originaria del XV secolo ma con il campanile del XVII secolo e rifatta del XVIII secolo, custodisce all'interno l'immagine della Madonna della Misericordia, affresco quattrocentesco attribuito ad Antonio da Fabriano.
Chiesa di San Pietro

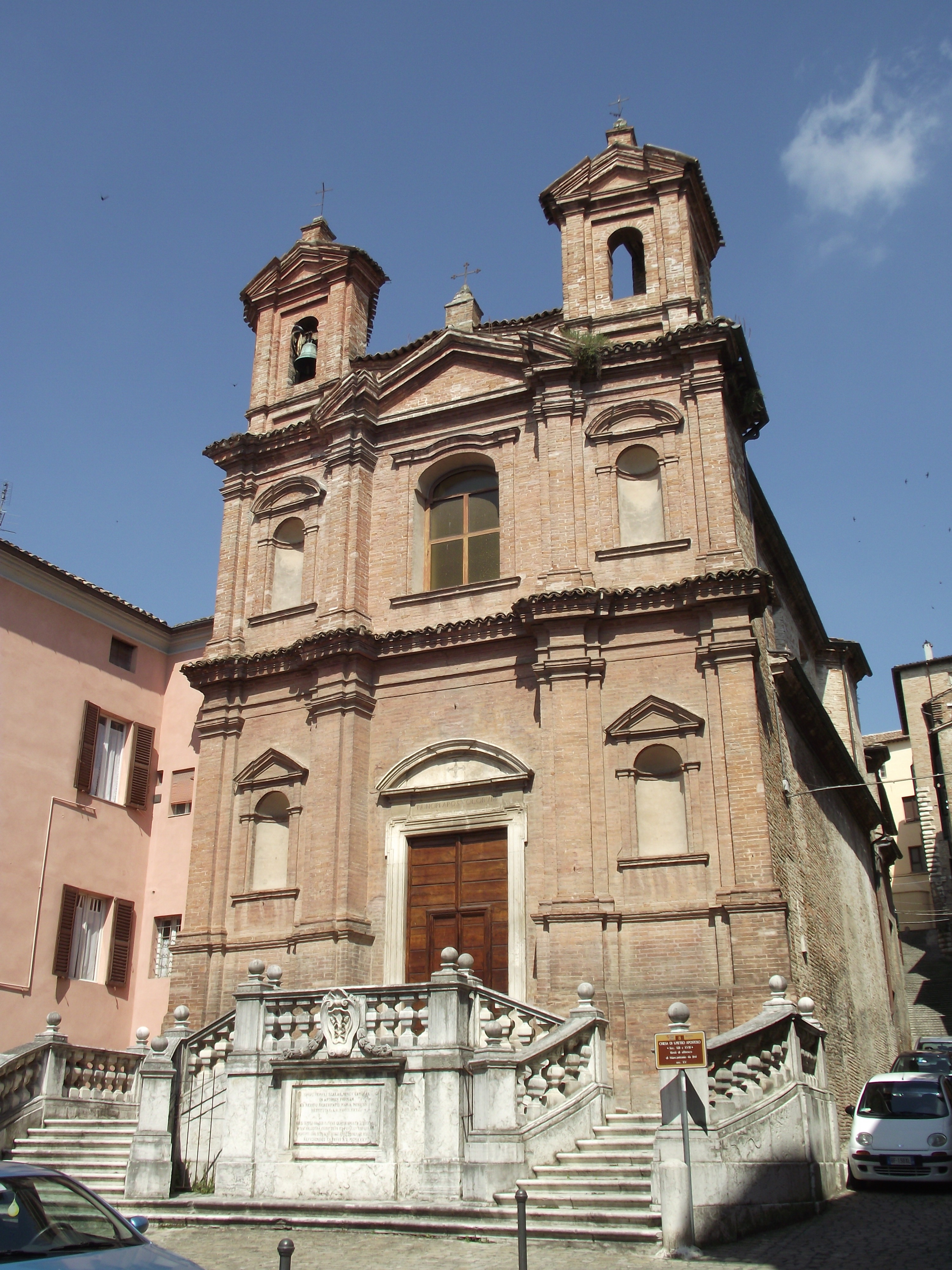
Chiesa di San Pietro Apostolo

Di origini medioevali, ricostruita nel XVIII secolo ad opera dell'architetto Mattia Capponi, con facciata coronata da due campaniletti.
Ex Chiesa di Sant'Agostino
Sita vicino a Palazzo Colocci, del quale ne era diventata la cappella palatina, venne eretta come Chiesa di San Luca nel XII secolo. Passata agli Agostiniani, venne totalmente ricostruita tra il XV e il XVI secolo in stie rinascimentale. Dal 1472 una cappella interna era officiata dai numerosi Lombardi trasferitisi a Jesi dal 1471.
Ex orfanotrofio femminile
Con l'annessa chiesetta, rappresenta un esempio di edilizia "illuminata" della seconda metà del XVIII secolo, dell'architetto romano Virginio Bracci.
Chiesetta del Sacro Cuore
Già parte del monastero delle Benedettine di Sant'Anna, a cui è dedicata, ha una pianta centrale del XVIII secolo, ha il prospetto su corso Matteotti obliterato dal fronte dell'ex convento rifatto in forme di palazzo civile dalla famiglia dei Marchesi Mereghi nella seconda metà del XIX secolo. L'interno intatto a pianta ellittica ospita saltuariamente degli eventi socio-culturali
Cappella di San Bernardo
Già cappella del Palazzo Pianetti "in Porta Valle", presenta un interno settecentesco di stile rococò ricco di stucchi tipicamente mitteleuropei, recuperata dopo essere stata adibita a deposito di carbone, ospita periodicamente esposizioni e manifestazioni culturali.
Chiesa di Santa Maria del Piano
È un'ex chiesa abbaziale, fuori dal centro storico lungo la strada per Macerata, che conserva all'interno antiche vestigia delle sue origini. Venne fondata in epoca longobarda fra il VII e l’VIII secolo d.C. con monaci dell'abbazia di Farfa.

### Architetture civili

#### Palazzi
Palazzo della Signoria

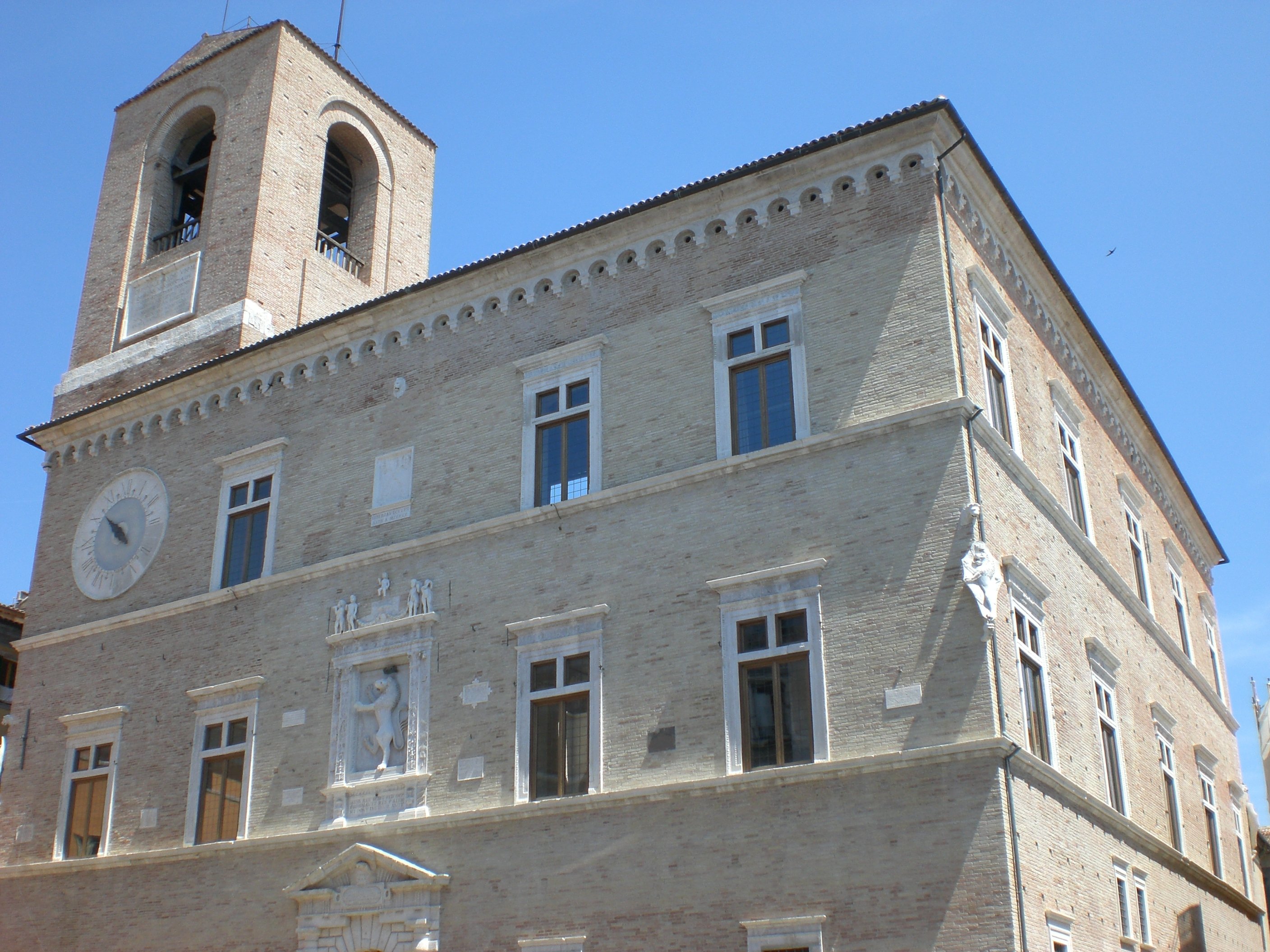
Palazzo della Signoria.

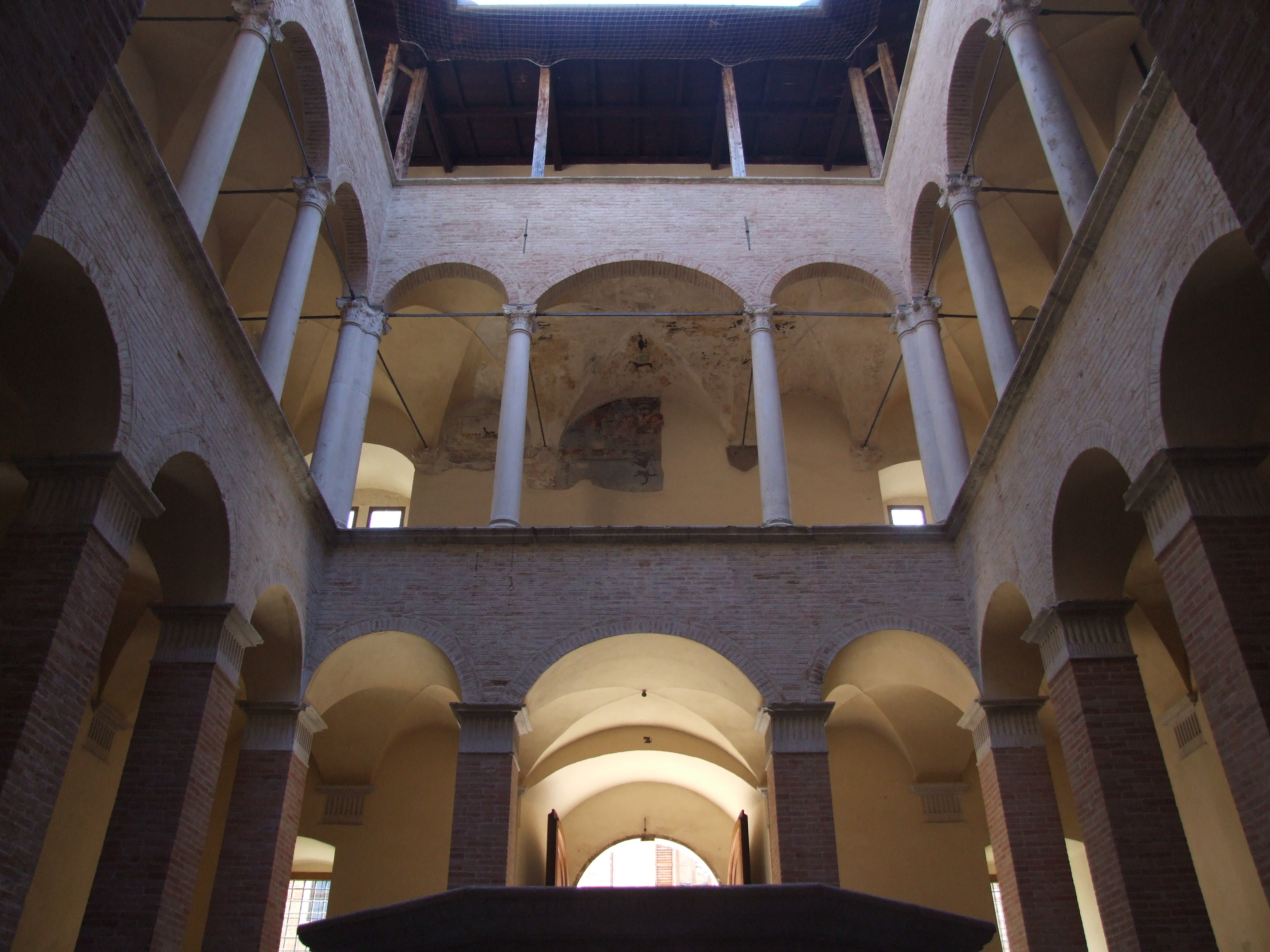
Palazzo della Signoria, Cortile del Sansovino.

Uno dei più imponenti palazzi pubblici delle Marche, fu costruito tra il 1486 e il 1498 dall'architetto senese Francesco di Giorgio Martini.
Palazzo Colocci
Antica residenza gentilizia dei marchesi Colocci, presenta una facciata lineare in laterizio e portale bugnato che dà accesso ad un ampio e scenografico scalone, sorretto da colonne, forse su disegno del Vanvitelli. Così come appare nel ventunesimo secolo, il palazzo è la risultante di una serie di interventi realizzati nei secoli XVI e XVII. La trasformazione settecentesca ha occultato la fisionomia rinascimentale dell'edificio, ricostruibile soltanto da qualche fonte d'archivio. Il piano nobile conserva i soffitti a padiglione, come quello del salone delle feste decorato da affreschi illusionistici. Di antichissima origine, la famiglia Colocci discende dalla gens Actonia di stirpe longobarda, stanziatasi nella valle dell'Esino intorno all'anno Mille. Nel palazzo hanno vissuto gli ultimi discendenti di Amerigo Vespucci. All'interno il palazzo ospita la Casa Museo Marchese Adriano Colocci Vespucci.
Palazzo Balleani

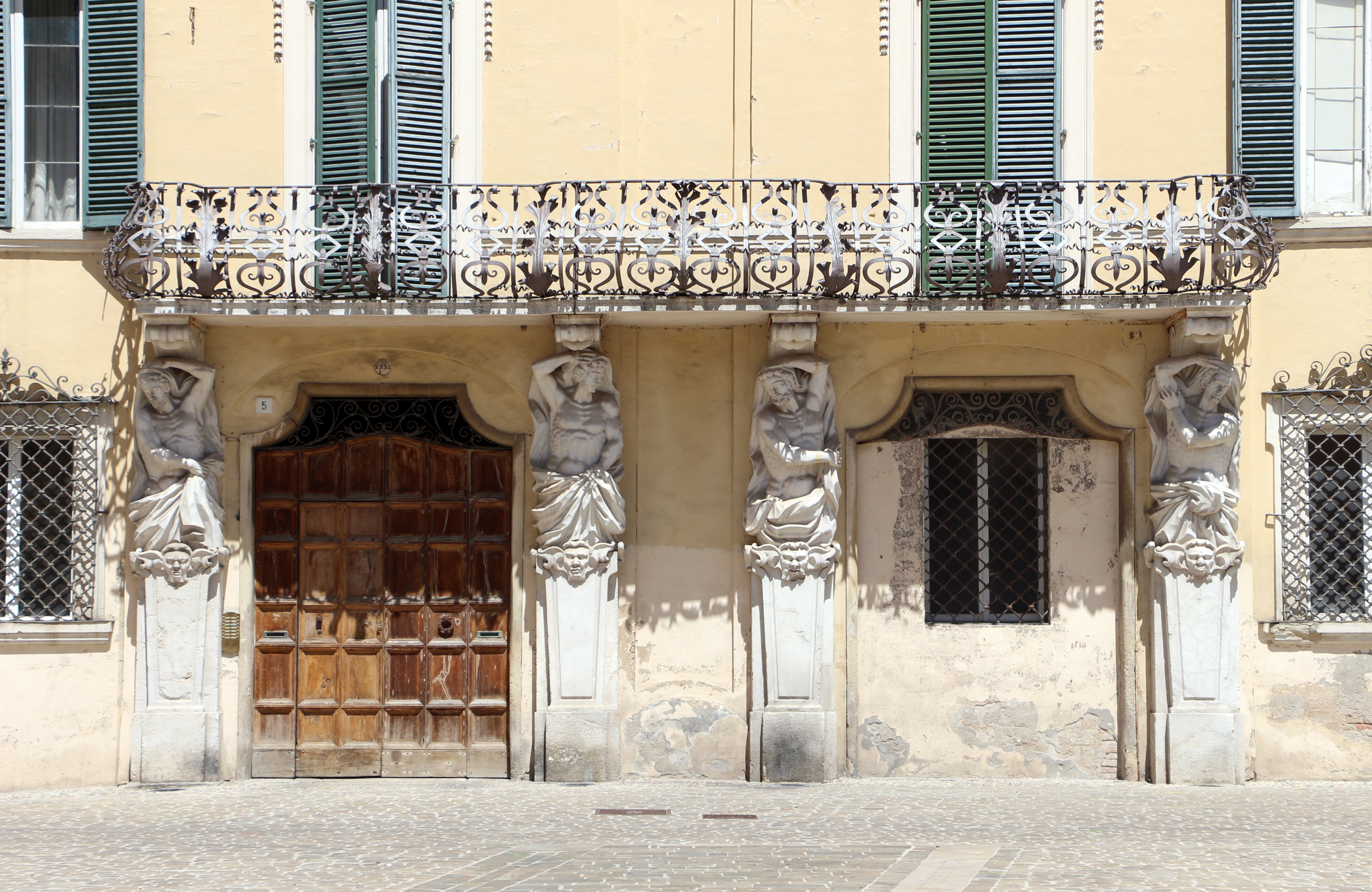
Palazzo Balleani.

Sorge in piazza Federico II, accanto al duomo ed è un esempio di rococò locale, venne realizzato a partire dal 1720 su disegno dell'architetto romano Francesco Ferruzzi. Sulla facciata, dagli spigoli arrotondati, è una caratteristica balconata rococò con ringhiera in ferro battuto sorretta da quattro possenti telamoni, realizzata nel 1723 dal ravennate Giovanni Toschini. L'interno colpisce per la ricchezza delle sale con i soffitti dai leggeri stucchi dorati, eseguiti da diversi artisti, tra cui i decoratori Giuseppe Confidati, Antonio Conti, Marco d'Ancona, Orazio Mattioli e il pittore Giovanni Lanci.
Palazzo Ripanti

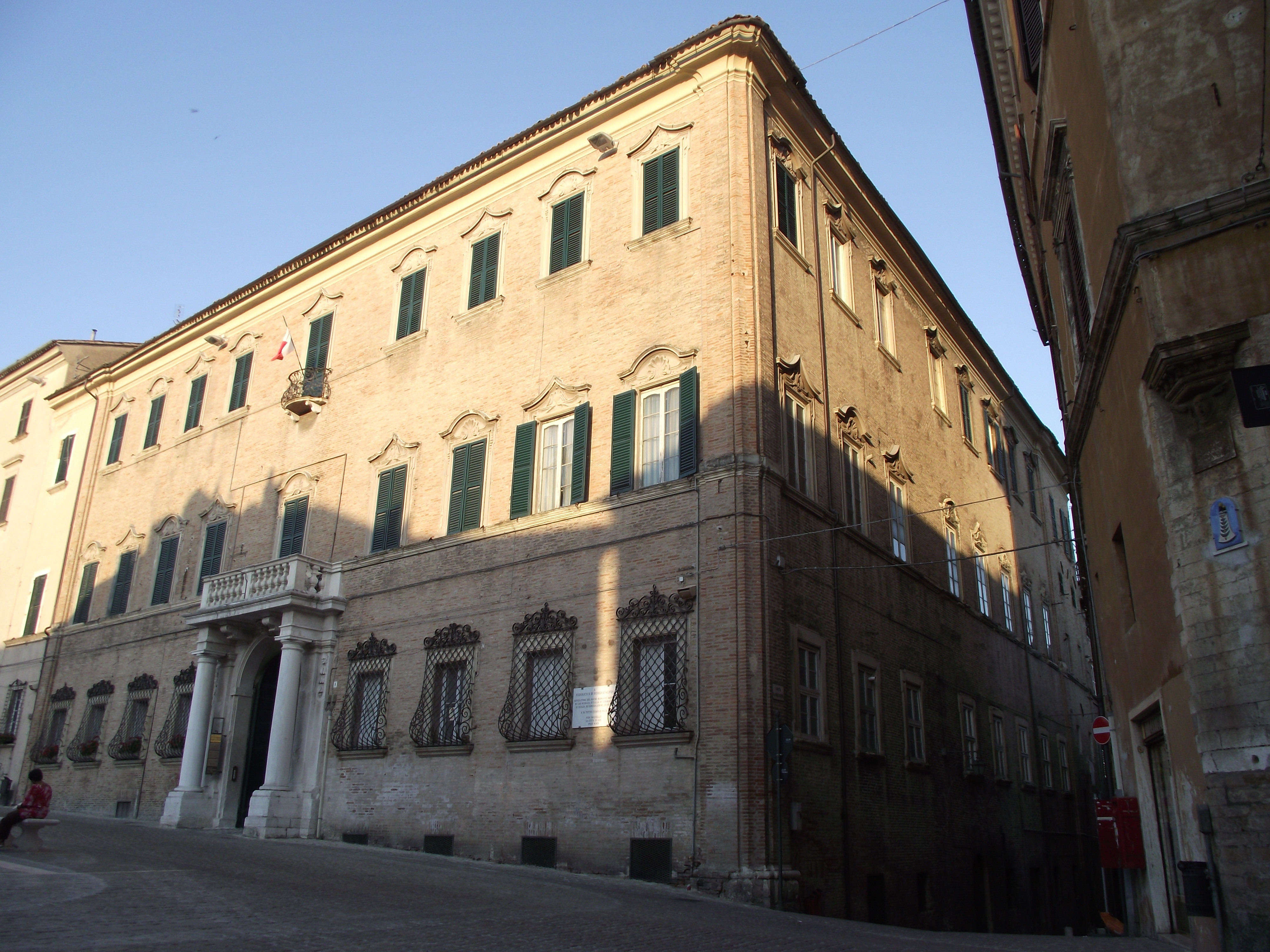
Palazzo Ripanti.

Si estende per tutto il fronte meridionale di piazza Federico II e costituisce un complesso residenziale tra i più vasti della città. Il nucleo originale, risale al XV secolo e venne ampliato successivamente fino a congiungersi con l'attuale facciata che prospetta sulla piazza. Il palazzo passò nella seconda metà del XIX secolo alla Curia vescovile che lo ha adibito prima a seminario diocesano e sede del Museo diocesano.

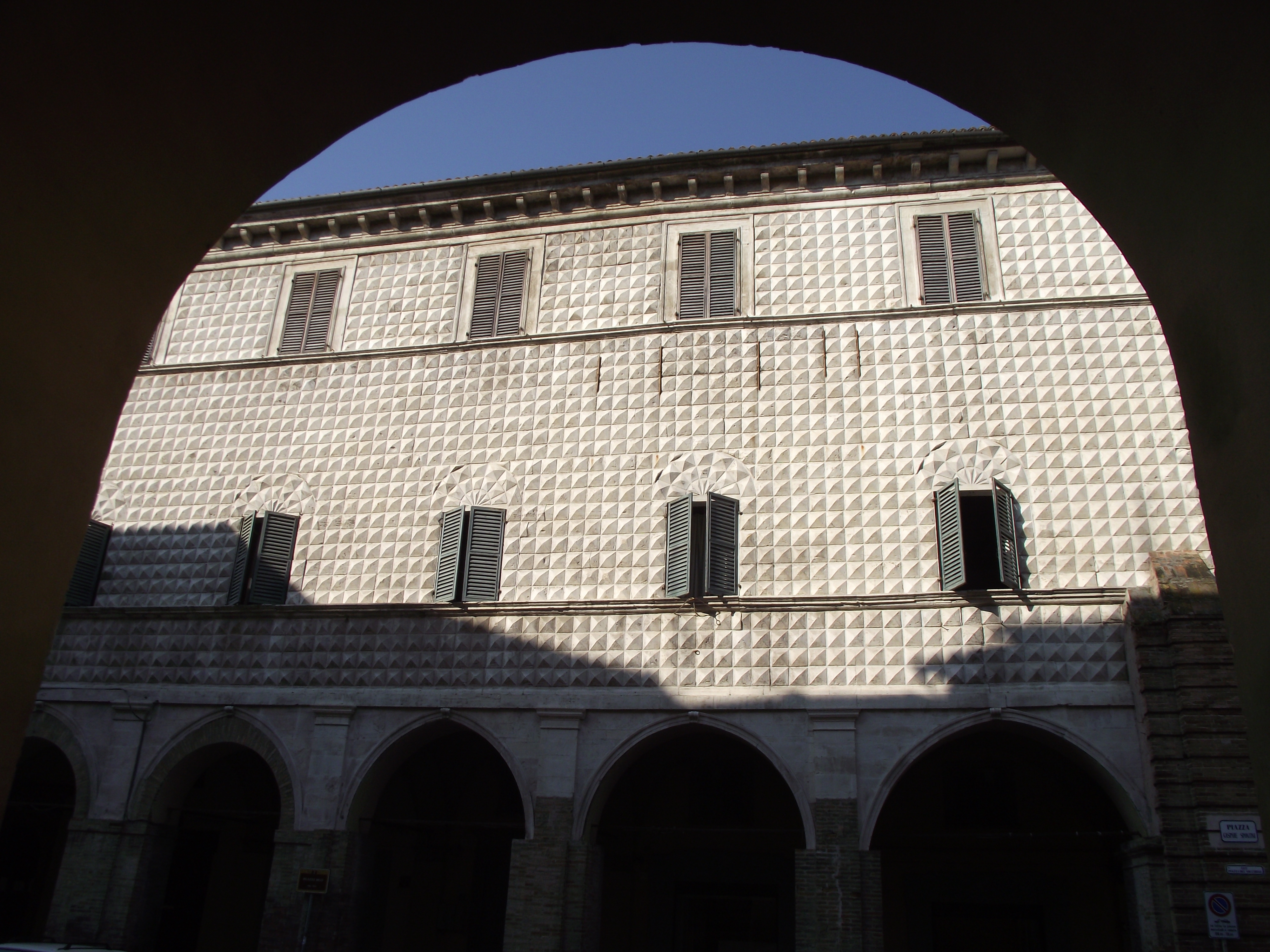
Palazzo Ricci
Sorge sull'area della "Rocca pontelliana", con il prospetto posteriore che dà sulla piazza della Repubblica e sul quale si eleva una facciata neoclassica, ricavata a seguito della demolizione del torrione meridionale della Rocca. Fu voluto dal conte Vincenzo di Costantino Ricci che ne affidò l'esecuzione, nel 1544, a Guido di Giovanni da Bellinzona e Pierantonio di Baldassarre da Carena. I lavori vennero terminati nel 1547 dai costruttori jesini Guido di Giovanni e Giovanpietro di Beltrani. Il palazzo si caratterizza per la facciata a bugnato con pietre tagliate a forma di diamante, sull'esempio del palazzo dei Diamanti di Ferrara e del più vicino palazzo Mozzi di Macerata, realizzato pochi anni prima, e al quale il Ricci si ispirò probabilmente per la sua residenza jesina. Completa l'edificio un porticato a sei arcate che alleggerisce la struttura.
Palazzo Comunale
Sorge sull'area della "Rocca pontelliana", di fianco a Palazzo Ricci, con il prospetto posteriore che dà su piazza della Repubblica presentando un fronte assai severo.
Di origini rinascimentali, venne ristrutturato dall'architetto Mattia Capponi. All'interno conserva la sala del sindaco con decorazioni a fresco neoclassiche, opere di Felice Giani.
Palazzo Honorati-Carotti

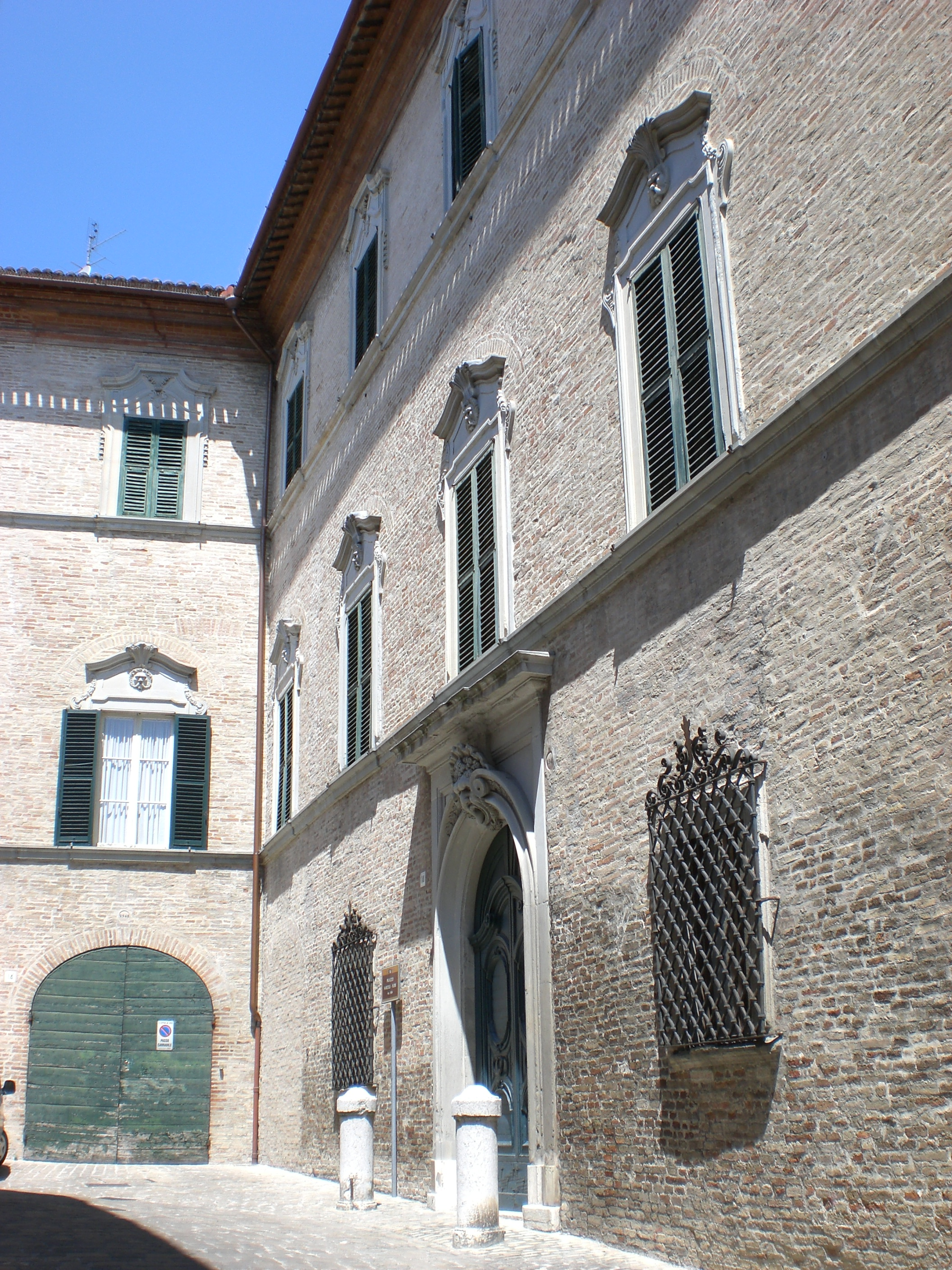
Palazzo Marcelli

Di origine rinascimentale, è stato ristrutturato e ampliato più volte a partire dal 1703, dopo l'acquisto, da parte di Bernardino Honorati (1692-1716) del palazzo del marchese Silvestri. Verso la metà del secolo, Giuseppe Honorati (1692-1769) affidò i lavori di sistemazione all'architetto romano Virginio Bracci, supervisore per la sacra congregazione di San Luca. Il palazzo venne completato alla fine del Settecento. Il palazzo presenta una facciata neoclassica con mattoni a vista. Dal cortile interno si innalza un scalone d'onore, sorretto da pilastri e colonne finemente scanalate, che conduce alle ampie sale superiori dalle ricche decorazioni ora barocche, come la galleria d'ingresso, ora rococò, nelle gallerie del primo e secondo piano che danno sulle mura e nella saletta ovale, e infine decorate con pitture neoclassiche attribuibili al fabrianese Luigi Lanci, come la sala delle feste. Nel palazzo era conservata una collezione di dipinti e una ricca biblioteca di famiglia, avviata sotto Giuseppe Honorati e giunta al massimo del prestigio alla fine del Settecento con il vescovo Bernardino. Il palazzo, di proprietà comunale, è stato sede della pretura e poi del tribunale di jesi fino alla sua chiusura. Ora vi è insediato il giudice di pace.
Palazzo Pianetti "in Terravecchia"
Fu costruito alla metà del Settecento ed è un esempio di rococò italiano. La lunghissima facciata è aperta da cento finestre, mentre sul lato posteriore vi è un giardino all'italiana. All'interno è ospitata la pinacoteca con alcune pitture di Lorenzo Lotto: Visitazione (1530), Annunciazione, Madonna col Bambino e santi, San Francesco che riceve le stimmate (1526), San Gabriele, Annunciata (1526) e il suo capolavoro, la pala di Santa Lucia davanti al giudice (1532). Vi sono custodite, inoltre, epigrafi funerarie, terrecotte robbiane, vasi da farmacia e ceramiche.

#### Teatri
Teatro Pergolesi

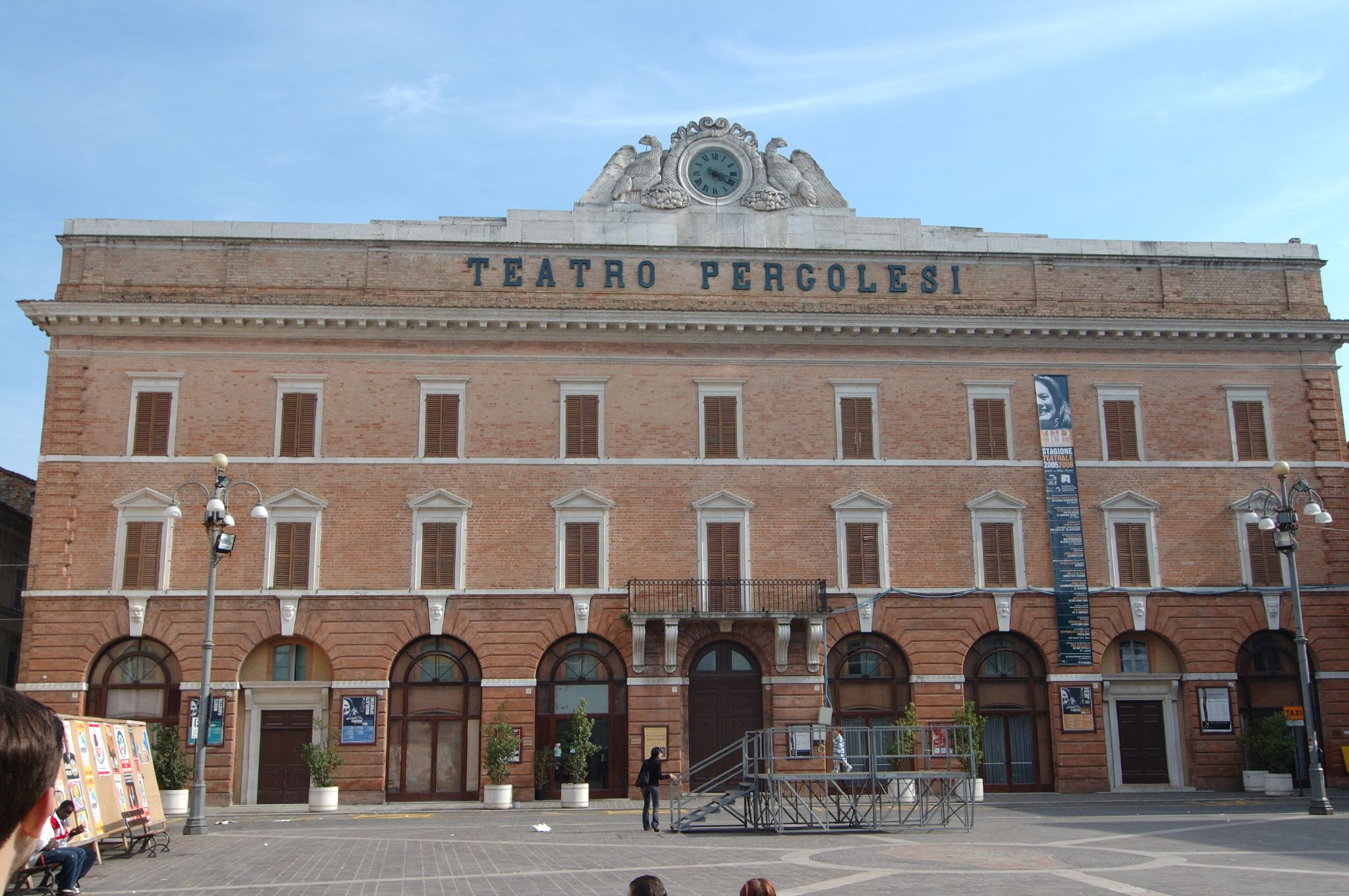
Jesi, Teatro Pergolesi.

Già della Concordia, venne costruito nel 1790, in un'area occupata da piccole botteghe in Piazza della Repubblica, allora "della Morte", ceduta dal Comune alla Società della Concordia nel 1790. Fu inaugurato nel 1798, in piena occupazione francese, con due opere del Cimarosa, La Capricciosa corretta e Il Principe Spazzacamino, che vennero cantate dal soprano pesarese Anna Guidarini, madre di Gioachino Rossini, in un teatro disertato dalla nobiltà jesina per paura di rappresaglie da parte dei giacobini. Nel 1883 il teatro cambiò nome, perdendo quello originale della Concordia e assumendo quello del musicista jesino Giovanni Battista Pergolesi; venne poi ceduto definitivamente dalla Società al Comune nel 1933.
Teatro studio Valeria Moriconi
Il teatro studio inaugurato nel maggio 2002 ha sede nei locali dell'ex-chiesa che fin dal XII secolo era dedicata a san Floriano, compatrono della città. All'interno di essa vi si sono tenute le più importanti cerimonie pubbliche tra cui, il 4 maggio di ogni anno, la presentazione del Palio da parte dei Castelli di Jesi in segno di sottomissione alla città.
La chiesa fu sconsacrata dopo il 1860 e divenne sede della biblioteca e pinacoteca comunali. Le decorazioni tardo barocche creano una sorta di scenografia permanente. La progettazione del nuovo allestimento per il teatro studio è stata affidata all'architetto milanese Italo Rota. Il 15 novembre 2005, il teatro studio è stato dedicato alla scomparsa attrice jesina Valeria Moriconi nel giorno del suo compleanno.

### Architetture militari
Mura di Jesi

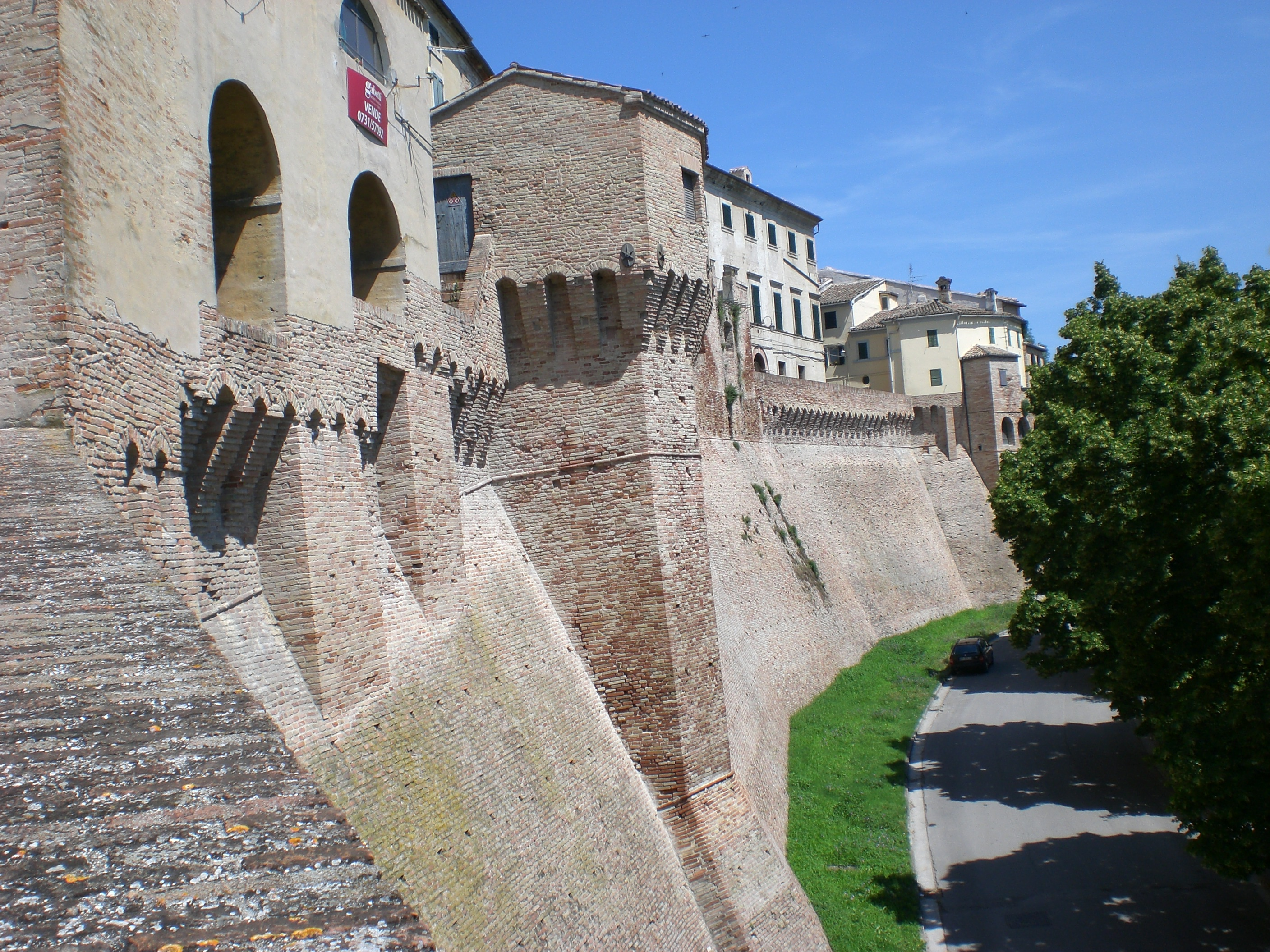
Le Mura quattrocentesche di Francesco di Giorgio Martini.

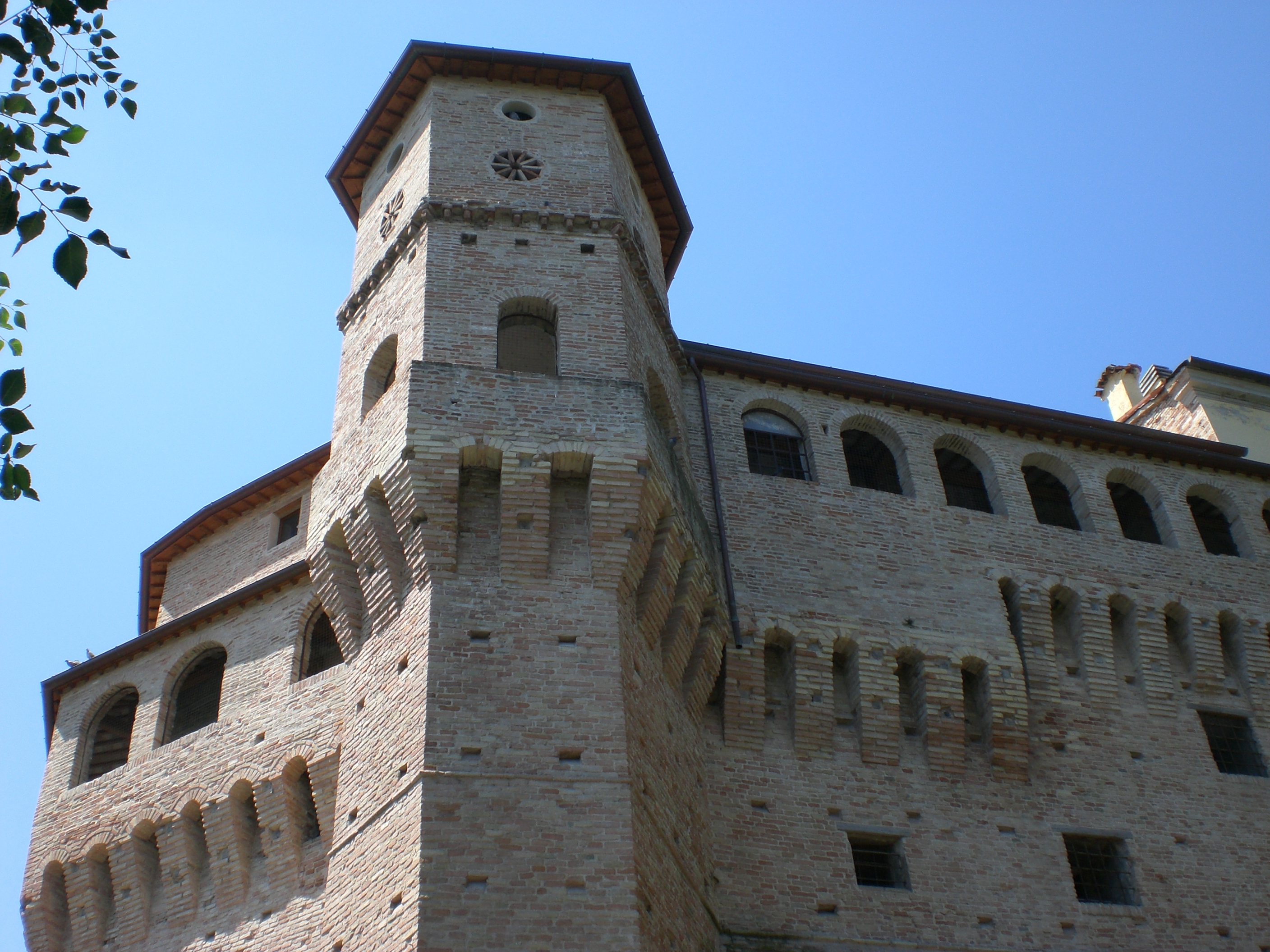
Mura, Montirozzo.

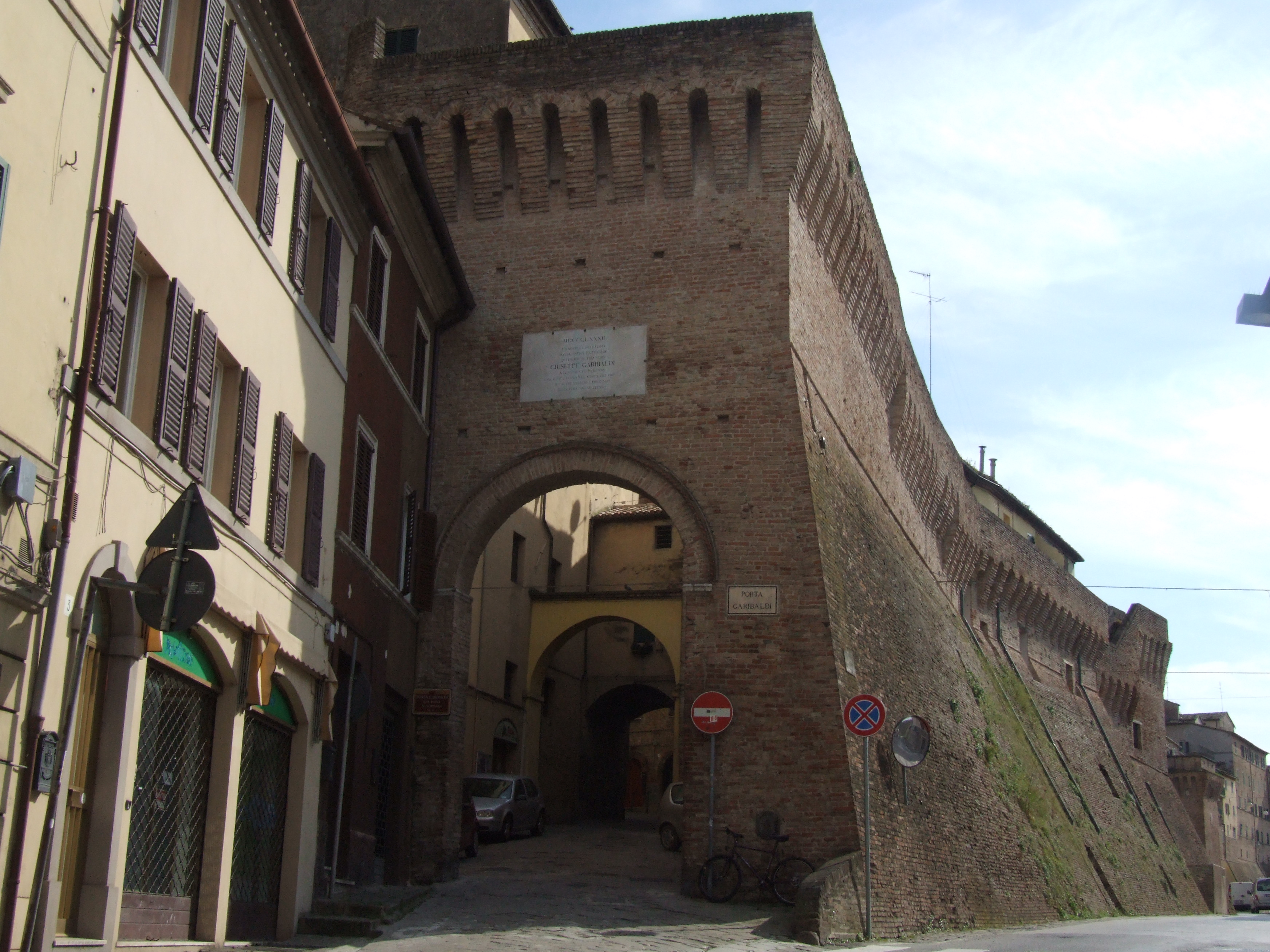
Porta Garibaldi.

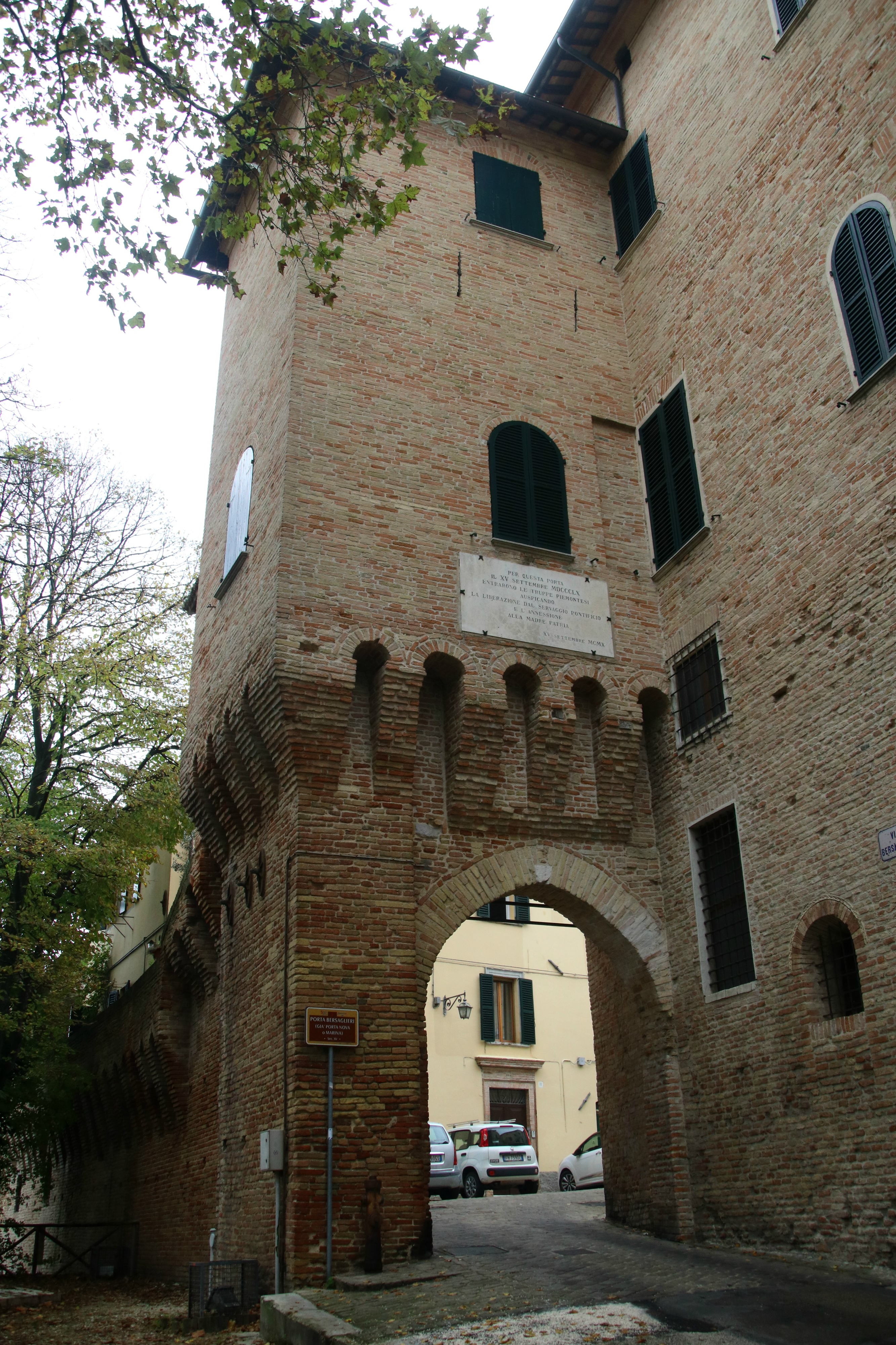
Porta Bersaglieri.

La cinta fortificata, tra le meglio conservate dell'intera regione, racchiude il nucleo medievale della città, di compatta forma trapezoidale, per un perimetro di circa 1,5 km. Vennero erette nel XIV secolo sul tracciato delle più antiche mura romane, rappresentando il simbolo della libertà comunale. Nel XV secolo vennero quasi totalmente ricostruite (fa eccezione la parte detta del "Montirozzo") ad opera degli architetti militari Baccio Pontelli e Francesco di Giorgio Martini. Sono costituite da alti muraglioni cortinati con beccatelli, rinforzati da torrioni e aperte da sette porte: ne restano aperte solo quattro. La conformazione delle mura varia in rapporto alla morfologia del terreno che presenta livelli di quota differenziati, dalla pianura (66 m s.l.m.) alla collina (96 m s.l.m.). Le mura della parte meridionale, racchiuse tra il Torrione Rotondo e il Torrione di Mezzogiorno (costruito nel 1454), erano fiancheggiate da un fossato, successivamente interrato, e si presentano "basse", caratterizzate da semplici cortine verticali con beccatelli e caditoie. Si fanno più alte e imponenti sul versante orientale, poste sui pendii, che hanno cortine rafforzate con scarpata per una maggior difesa contro le armi da fuoco. Sulla parte più alta, quella nord-occidentale, che si apriva sul prolungamento della città "nuova", la cosiddetta "Addizione di Terravecchia", sorgeva la Rocca Pontelliana, eretta su progetto di Baccio Pontelli, appunto, a partire dal 1487 e già demolita nel 1527, l'ultimo torrione (di fianco l'Arco del Magistrato) venne smantellato nel 1890.
Porta Valle
È una delle quattro porte jesine più importanti e maggiormente fortificate; nel 1600 venne ricostruita in posizione più avanzata, così come si presenta ai nostri giorni, per inglobare entro la cinta muraria la vicina sorgente d’acqua in modo da poterne disporre anche in caso di assedio. Era anche detta Porta Pesa, dalla pesa pubblica che si trovava poco distante.
Porta Bersaglieri
La porta è stata realizzata nel XV secolo, attribuita a Baccio Pontelli, era una delle quattro più importanti e munite porte jesine. Anticamente era conosciuta come Porta Nuova o anche Porta Marina, assunse il nome attuale dopo l’Unità d’Italia. Da questa porta, infatti, entrarono a Jesi, il 15 settembre del 1860, i primi contingenti dell’esercito piemontese al comando del generale Efisio Cugia (più esattamente, i soldati del Reggimento Lancieri di Milano) come ricorda la lapide posta al di sopra dell’arco, nella quale si legge: "Per questa porta / il 15 settembre 1860 / entrarono le truppe piemontesi / auspicando / la liberazione dal servaggio pontificio / e l’annessione / alla madre patria".
Porta Garibaldi
Anticamente chiamata Porta San Floriano, venne ricostruita nella seconda metà del 1400 in posizione più avanzata. Protetta dal torrione pentagonale, era una delle quattro maggiori porte della città e tra le più difese.

### Vie e piazze
Corso Matteotti
È la via principale di Jesi, centro vitale e passeggiata cittadina ove si affacciano negozi e trovano sede studi privati. Aperta nell'area detta di Terravecchia a partire dalla fine del XVII secolo divenne il luogo d'attrazione della nobiltà locale dove impiantò le nuove, più spaziose, dimore adattate al gusto dell'epoca. Questa rettilinea prospettiva urbanistica in gran parte settecentesca inizia da piazza della Repubblica e termina con l'arco Clementino.
Piazza Federico II

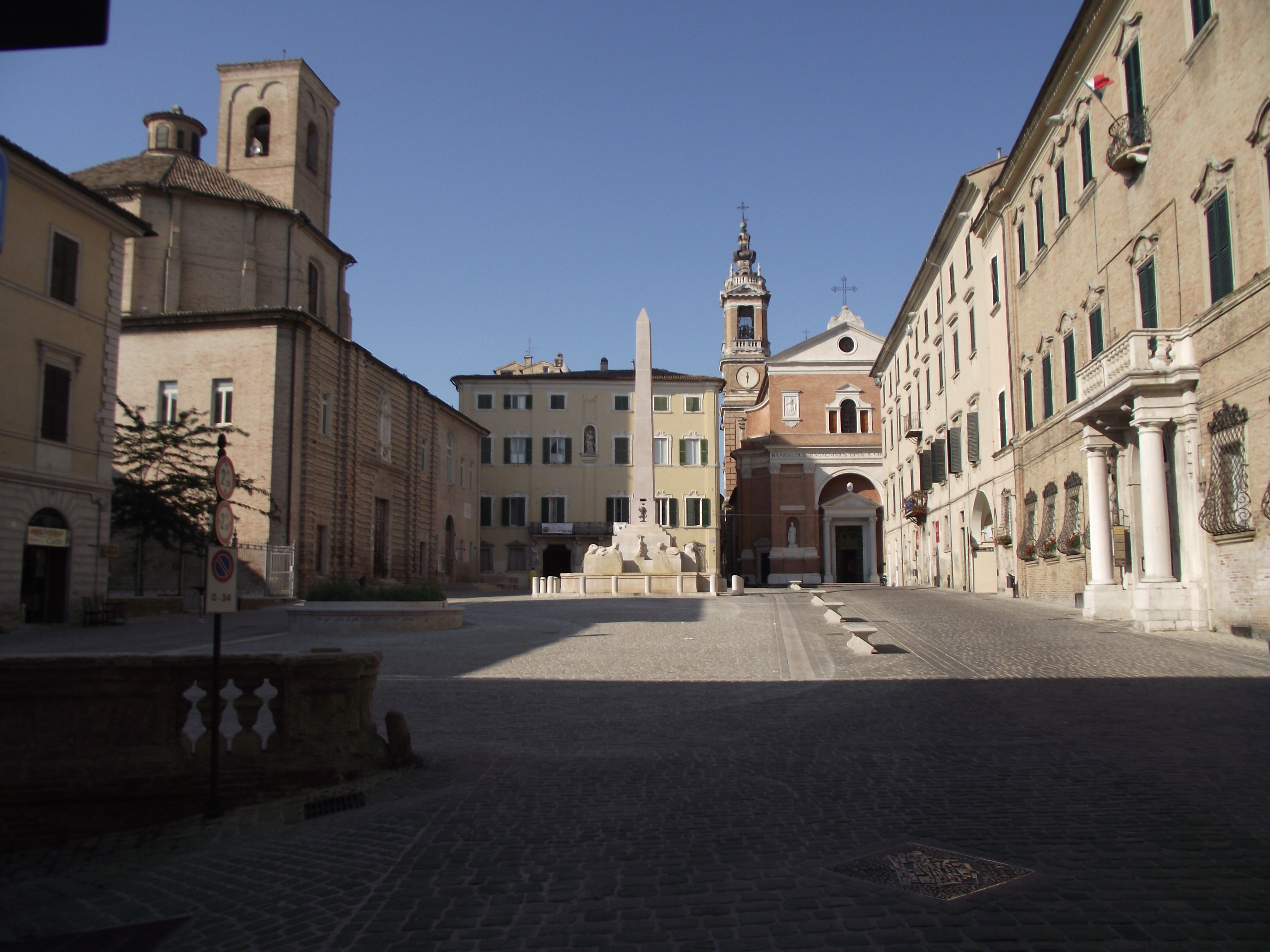
Jesi, Piazza Federico II, prima dello spostamento della fontana.

È la storica piazza più importante della città. Tutta racchiusa da edifici nobiliari e dal duomo. Sorge sul luogo del Foro romano, all'incrocio fra il cardo e il decumano massimi. Sono state ritrovate anche le fondamenta degli edifici che la cingevano, come quelle del teatro, delle terme e della cisterna. Dopo le devastazioni barbariche vi sorse la prima cattedrale cristiana di Jesi, forse sulle fondamenta di un precedente tempio pagano. Il giorno di santo Stefano del 1194, sotto un grande padiglione appositamente eretto, nacque l'imperatore Federico II. Per ricordare san Floriano, in età comunale, tutte le genti e i cittadini dei comuni sottomessi si riunivano ogni anno (il 4 maggio) in questa piazza per rendere omaggio alla città con i propri gonfaloni (detti palli) e festeggiare il patrono. La festa si chiamò palio di San Floriano. La conformazione odierna è quella assunta dal luogo durante il XVIII secolo. Chiude la piazza una caratteristica balaustra, realizzata nel 1758 dal bolognese Gaetano Stegani, architetto della legazione di Urbino. La fontana–obelisco è opera di Raffaele Grilli e di Luigi Amici (artefice delle leonesse).
Piazza della Repubblica

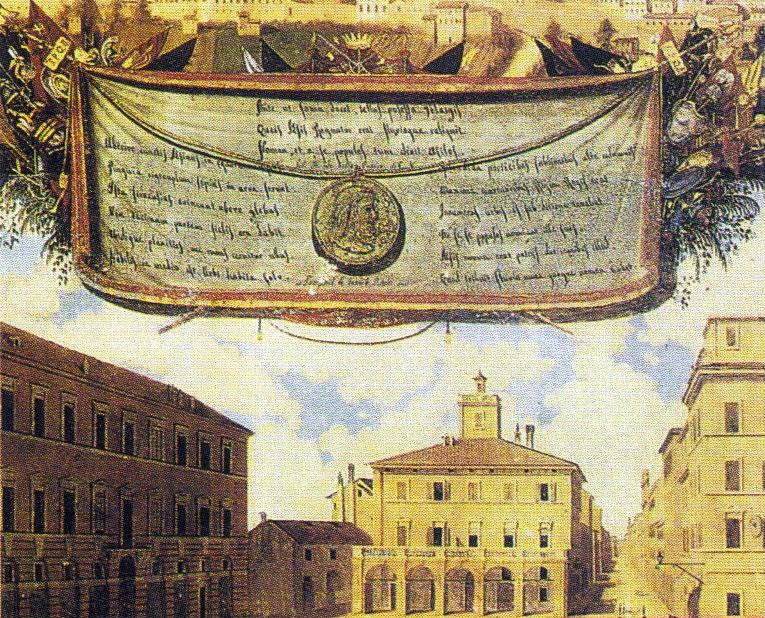
Jesi, piazza del Teatro ora piazza della Repubblica, dipinto di Adriano Colocci del 1825

Questo spazio quadrangolare costituisce il centro vitale della città e vi si affacciano importanti edifici, il retro del palazzo comunale, la chiesa dell'Adorazione, palazzo Magagnini e il teatro Pergolesi, la maggiore istituzione culturale di Jesi. L'arco del Magistrato, una volta affiancato dal torrione della scomparsa rocca Pontelliana, introduce al centro storico medioevo-rinascimentale. Venne sistemata urbanisticamente a partire dalla fine '600 quando si iniziò a costruire sull'area detta di Terravecchia. Dalla piazza inizia il centralissimo corso Matteotti.
Piazza Colocci
Si trova a metà di via Pergolesi, detta anche via degli orefici. Comunemente conosciuta come piazza della Signoria (già di S. Luca) è oggi dedicata all’ umanista jesino Angelo Colocci (1467-1549) il cui palazzo di famiglia si affaccia sulla piazza. La piazza ha avuto nei secoli passati un ruolo di primaria importanza quale spazio pubblico al servizio del potere civile del Libero Comune prima e, dal 1585 fino al 1860, del Governo Pontificio che avavano entrambi sede nel Palazzo della Signoria.
Piazza Indipendenza e Piazza Spontini
Le due piazze, contigue per posizione, possono essere considerate come un unico spazio. Vi si accede da piazza della Repubblica attraverso il passaggio dell'l'Arco del Magistrato. Al centro sono attraversate da Via Pergolesi comunemente conosciuta come via degli orefici. In piazza Spontini, due portici, rispettivamente di Palazzo Ricci e Palazzo Leopardi, affacciano sulla visuale dei colli jesini. Di qui, tramite una scalinata, si accede alla sottostante piazza delle Monighette. Il loggiato di Palazzo Leopardi nasconde l'accesso al chiostro di S. Agostino, segnato da un elegante portale rinascimentale. Al centro di piazza Indipendenza si erge il Monumento ai Caduti delle guerre d'indipendenza italiane (1884). Vi si affaccia inoltre l’attuale atrio d’ingresso al Palazzo del Comune.
Piazza Pergolesi
Sorge a metà di corso Matteotti, di fronte al santuario delle Grazie. Era un antico spazio pubblico di difese militari del Borgo di Terravecchia. La piazza attuale, definita nel XVIII secolo ha subito continue trasformazioni. Sul lato occidentale sorge la chiesa di San Nicolò e al centro il monumento a Giambattista Pergolesi. L'ultimo rifacimento della piazza risale al 2020.
Via Pergolesi
La via corrisponde all'antico cardo della città romana. In passato si chiamava via delle Botteghe degli Orefici e anche oggi è chiamata dagli Jesini via degli orefici per i numerosi negozi di oreficeria che vi si trovano. La fama dell’arte degli orafi jesini ha un'antica tradizione. Se ne ha notizia già nel sec. XIII, e il più grande orafo jesino Lucagnolo di Ciccolino (nato a Jesi alla fine del sec. XV) prese Benvenuto Cellini nella propria bottega a Roma.

### Fontane e monumenti
Arco Clementino
È un arco trionfale eretto nel 1734, su progetto dell'architetto Domenico Valeri, in onore di papa Clemente XII degli Orsini. Fu un gesto di omaggio verso il pontefice che si era reso benemerito per l'abolizione del dazio sul grano e la sistemazione della strada che collega Nocera Umbra con l'Adriatico e che venne chiamata, da allora, "Clementina" (l'attuale Statale 76). L'arco costituisce il punto focale del lungo asse prospettico e scenografico del corso settecentesco intitolato a Giacomo Matteotti.
Fontana Obelisco
Al centro di piazza della Repubblica domina la Fontana Obelisco, opera del 1844-45 dell'architetto jesino Raffaele Grilli; lo scultore Luigi Amici realizzò le sculture delle otto leonesse e dei quattro delfini. La fontana, concepita per la Piazza della Repubblica, ove sorge il Teatro Pergolesi, venne spostata nel 1949 in piazza Federico II. Nel 2021 grazie a un lascito testamentario dell'artista jesino Cassio Morosetti è stata ricollocata nella sede originaria.
Monumento a Federico II

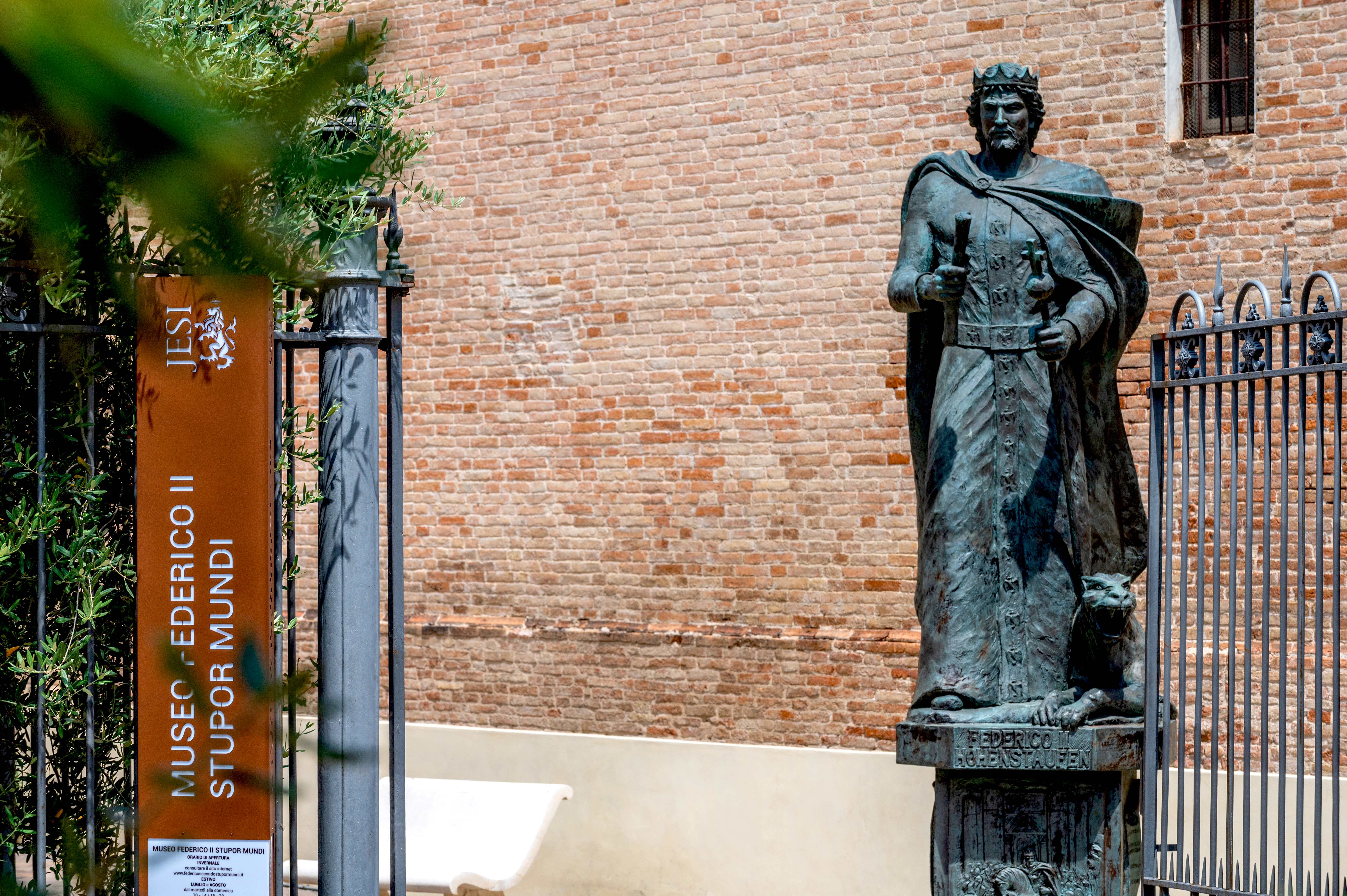
Monumento a Federico II nel cortile di Palazzo Ghislieri nuovo.

È stato inaugurato nel dicembre del 1995. È stato ricollocato da settembre 2018 nel cortile di Palazzo Ghislieri nuovo, in piazza Federico II, all'ingresso del Museo Federico II Stupor Mundi. Alla realizzazione concorsero sia un comitato italo-germanico che la Fondazione Federico II di Hohenstaufen di Jesi. I bozzetti originali sono opera di Benedetto Robazza e Hermann Schwahn. Il monumento, in bronzo, è alto 4,10 metri e l’imperatore è raffigurato con la tunica e la stola caratteristiche tipiche dell'abbigliamento degli imperatori romani d’Oriente.
Monumento a Giambattista Pergolesi

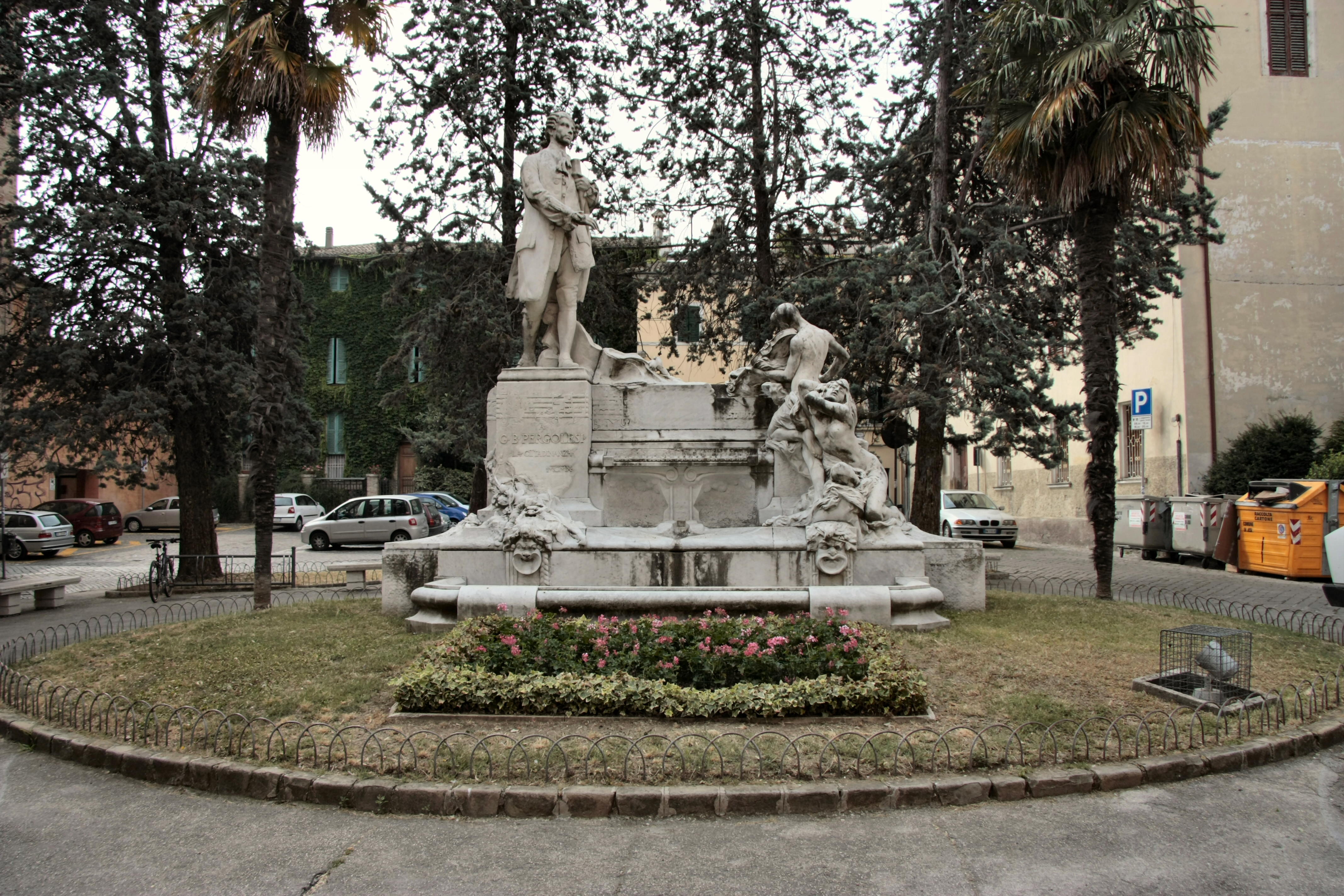
Monumento a Giambattista Pergolesi nel vecchio allestimento di piazza Pergolesi.

È stato realizzato in stile liberty nel 1910 su disegno del carrarese Alessandro Lazzerini. È ubicato al centro di piazza Pergolesi.
Monumento ai Caduti delle Guerre d'Indipendenza
Il Monumento, collocato al centro di Piazza Indipendenza, è stato realizzato dello scultore folignate Ottaviano Ottaviani in pietra travertino. Venne inaugurato nel 1884.
Monumento al Bersagliere
Il monumento, realizzato da Giuseppe Campitelli nel 1985, all'interno del parco Orti Pace di Jesi, tra via Setificio e Via degli Spalti. Il monumento è costituito da volumi in pietra sormontati da una pietra scolpita con un elmo e una tromba tra una raggiera. Il monumento inneggia al valore dei bersaglieri e in particolar modo del sergente Giuseppe Riccardi, morto da eroe durante la battaglia di Montegranale nel 1944.
Monumento ai Caduti del mare
L’opera, inaugurata nel 2001 è collocata in viale Martin Luther King e venne realizzata su iniziativa della locale sezione dell’Associazione Nazionale Marinai d’Italia. Il monumento è composto da una grossa ancora poggiata a terra alle cui spalle si trovano delle pietre: su una è poggiata una corona commemorativa, sull'altra è incisa una frase. È stato inaugurato nel 2001.

### Siti archeologici
Abbazia di San Savino (resti)
Di epoca altomedioevale, a poca distanza dalla "nuova" costruita alla metà del XVI secolo.
Cisterna romana
Situata in via Posterna, non lontana da quello che in epoca romana era il foro (piazza Federico II).
Teatro romano (resti)
Situati in via Roccabella e nei sotterranei di Palazzo Bisaccioni e degli edifici circostanti.
Area archeologica del Campo Boario
Nell'area del Campo Boario, intorno agli anni ’70 del novecento, in occasione dei lavori per edificare la scuola Federico II, sono stati rinvenuti reperti archeologici. Le indagini permisero di riportare alla luce un’importante officina ceramica, attiva tra il III e la metà del II secolo a.C., in cui spicca la produzione di ceramica a vernice nera, tipica dell’età repubblicana.
Nei pressi dell’officina vengono ritrovati anche edifici a carattere residenziale: si ipotizza che facciano parte di un’unica domus di almeno 2.000 metri quadrati. È proprio all’ interno di questi edifici che sono stati scoperti due magnifici pavimenti realizzati in tessere di laterizio disposte a formare disegni geometrici e databili tra il II e il I secolo a.C..

### Aree naturali
Riserva naturale regionale orientata di Ripa Bianca.
La riserva occupa una superficie di 318,50 ettari ed è stata istituita nel 2003.
Giardini di viale Cavallotti.
Parco del Vallato.
Parco del Ventaglio.

## Società

### Evoluzione demografica
Abitanti censiti

### Etnie e minoranze straniere
Secondo i dati ISTAT al 31 dicembre 2010 la popolazione straniera residente era di 4 022 persone. La nazionalità maggiormente rappresentata in base alla percentuale sul totale della popolazione residente è quella romena:
- Romania 973 2,39%

## Cultura

### Istruzione

#### Biblioteche
Biblioteca Planettiana.
La biblioteca nasce nel 1859 dal lascito testamentario del marchese Angelo Ghislieri della propria libreria. Nel 1868 vennero aggiunte circa 6 000 opere provenienti da quattro biblioteche di ordini religiosi cittadini.
Biblioteca diocesana Pier Matteo Petrucci.
La Biblioteca Diocesana "Card. Pier Matteo Petrucci"  fondata nel gennaio 1995, ha sede nel settecentesco palazzo Ripanti Vecchio in piazza Federico II.

#### Scuole
Oltre alle istituzioni prescolastiche, scolastiche di primo grado e di secondo grado, a Jesi sono presenti numerose scuole e istituti professionali superiori. Nella città si trovano tre licei: un liceo classico, uno scientifico e uno artistico.A questi si affiancano vari Istituti di istruzione superiore di carattere tecnico che comprendono: un Istituto tecnico socio-psicopedagogico, un istituto tecnico per geometri, uno commerciale, un istituto tecnico industriale e un istituto professionale per l'industria e l'artigianato. Per la formazione in ambito artistico oltre al già citato liceo artistico esistono la Scuola musicale Pergolesi e l'ACCA Academy Accademia di comics, creatività ed arti visive. La Scuola musicale Pergolesi dal 1976 offre corsi in ambito teatrale e di musica in collaborazione con il Conservatorio Rossini di Pesaro. Ha sede nel complesso di San Martino lungo corso Matteotti. L'ACCA Academy dal 1999 propone corsi triennali o annuali legati al mondo delle arti Visive nel settore grafico e dei fumetti, ha sede in un'antica cartiera restaurata in quella che era la prima zona industriale della città.
- Liceo classico Vittorio Emanuele II
- Liceo scientifico Leonardo da Vinci
- Liceo artistico Edgardo Mannucci (sede distaccata)
- Istituto di Istruzione Superiore “Marconi - Pieralisi”
- Istituto di Istruzione Superiore "P. Cuppari - S. Salvati"
- Istituto di Istruzione Superiore Galileo Galilei

#### Musei

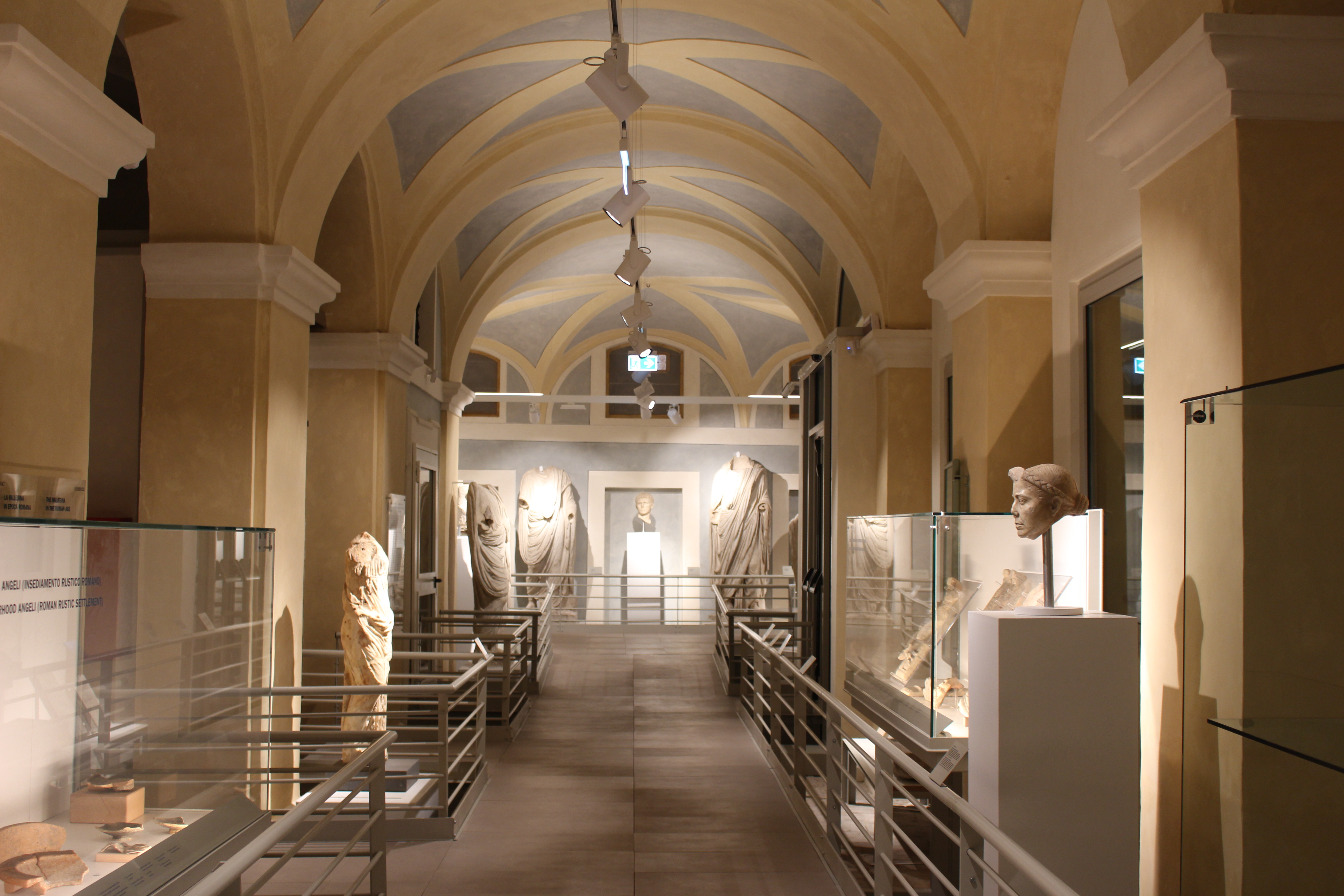
Sezione romana del Museo archeologico

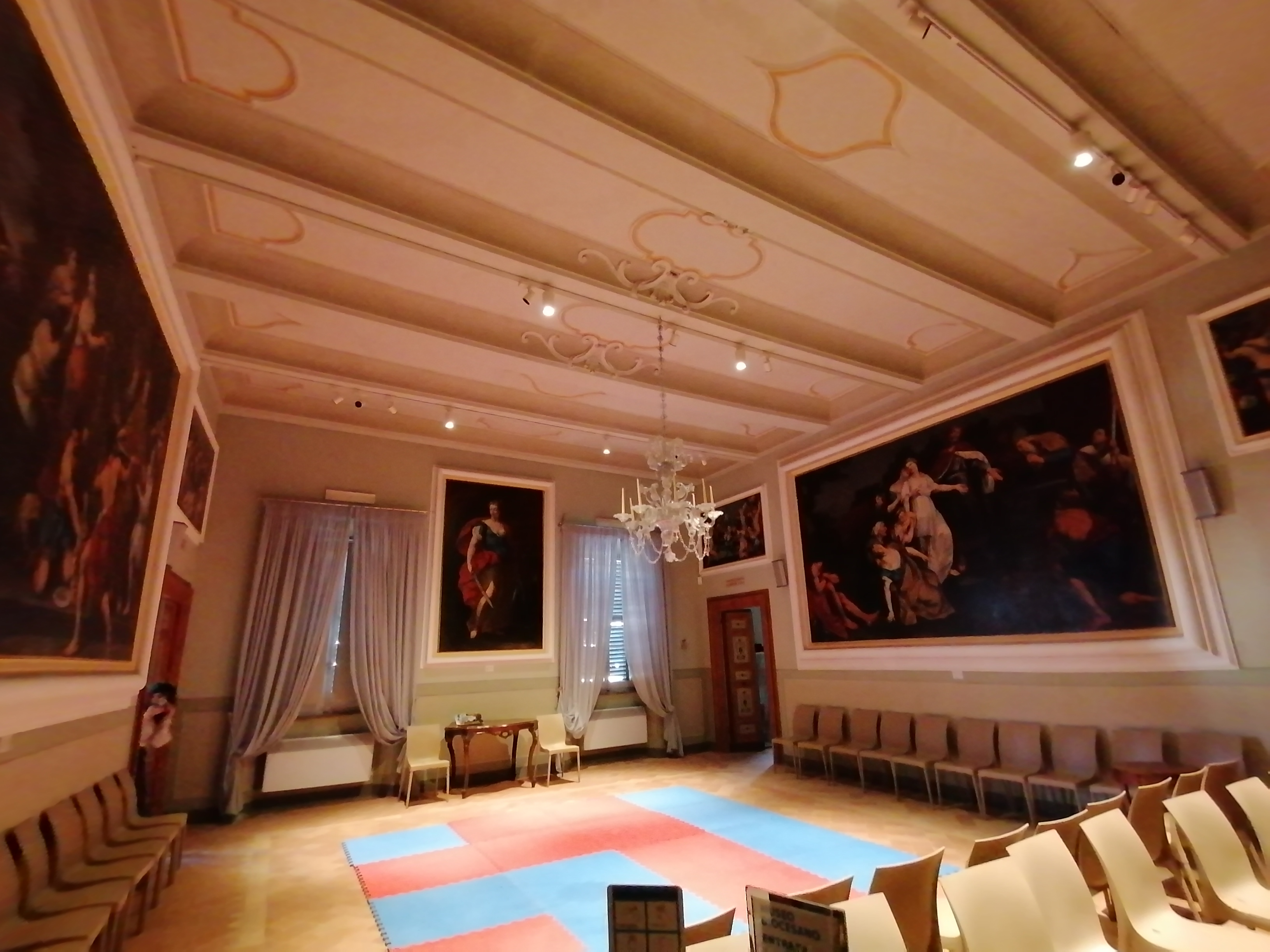
Museo diocesano di Jesi, il salone con le grandi tele di Domenico Luigi Valeri.

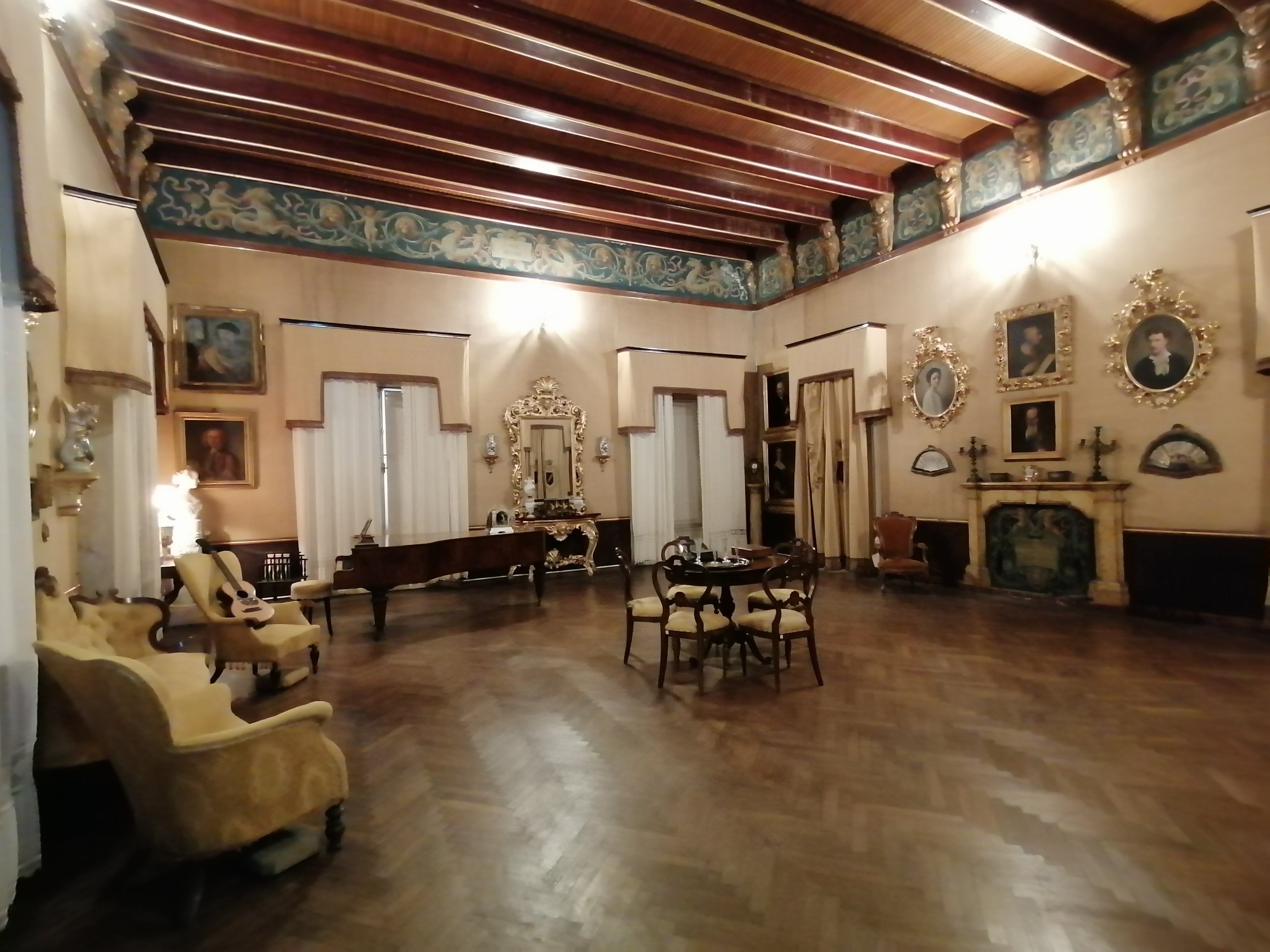
Il Salone giallo, una delle sale del Museo Marchese Adriano Colocci-Vespucci.

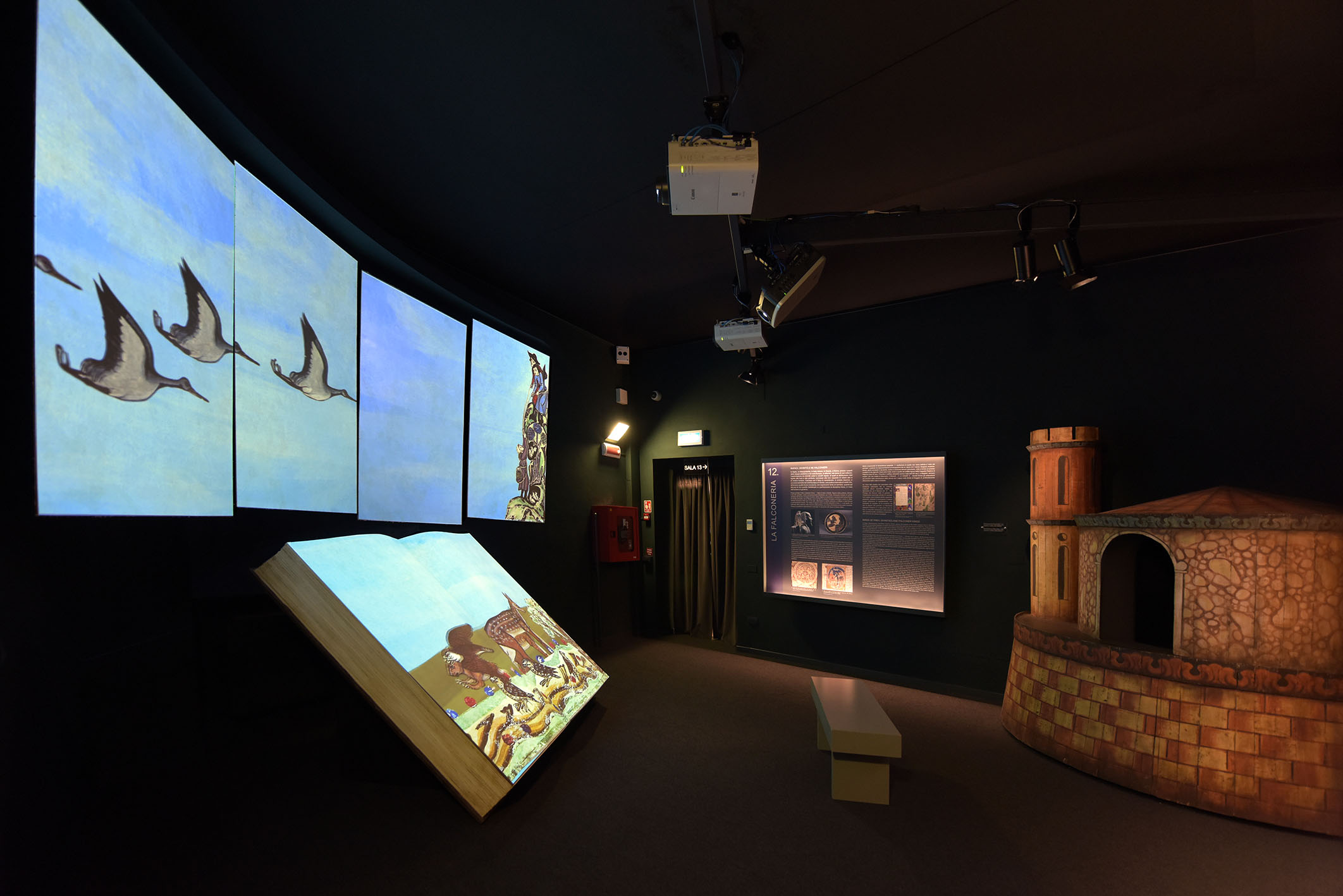
Museo Federico II Stupor Mundi Sala 12. La falconeria.

Museo civico archeologico di Jesi e del territorio
Le origini del museo civico archeologico risalgono al 1785 quando l'allora governatore di Jesi, consegnò al Comune delle sculture romane che aveva rinvenuto nel Complesso di San Floriano. Dal 1867 ai primi anni '90 del XX secolo la collezione fu collocata a Palazzo della Signoria. Venne poi spostata a Palazzo Pianetti e successivamente nel complesso di San Floriano nel 2003. Nel dicembre del 2017 la collezione è definitivamente collocata nelle scuderie di Palazzo Pianetti.
Museo diocesano di Jesi
Il Museo diocesano di Jesi è situato nel centro storico della città presso palazzo Ripanti nuovo, nelle immediate vicinanze della Cattedrale. Raccoglie opere provenienti non solo da jesi ma anche da tutta la vallesina. È stato inaugurato il 13 novembre 1966.
Pinacoteca civica e galleria di arte contemporanea
La pinacoteca civica è il maggiore museo della città di Jesi. Ha sede nel Palazzo Pianetti e rappresenta una delle più importanti collezioni pittoriche della regione, vantando una cospicua raccolta di opere di Lorenzo Lotto.
Museo di Palazzo Bisaccioni
Il Museo di Palazzo Bisaccioni è la sede espositiva delle collezioni d'arte della Fondazione Cassa di Risparmio di Jesi. Ha sede nell'omonimo palazzo, sito nel cuore del centro storico della città.
Museo Marchese Adriano Colocci-Vespucci
Il Palazzo Colocci è un'antica dimora nobiliare della città di Jesi. Sorge in piazza Angelo Colocci, all'angolo con via Pergolesi, l'antico cardo massimo dell'Aesis romana. All'interno vi è la Casa museo Adriano Colocci Vespucci.
Studio per le arti della stampa (S.A.S.)
Il museo è allestito nel cinquecentesco Palazzo Pianetti vecchio, già convento delle Clarisse. Jesi fu una delle prime città ad introdurre in Italia l'arte tipografica. Per documentare questa tradizione, prolungatasi fino al XX secolo, è stato istituito lo Studio per le arti della stampa o S.A.S. che accoglie torchi per la stampa di varie epoche e fogge, macchine per la litografia, la calcografia e la xylografia e libri di pregio, dagli incunaboli agli esempi del 1800.
Museo Federico II Stupor Mundi
Il Museo Federico II Stupor Mundi è uno spazio museale dedicato alla figura di Federico II di Svevia. È collocato all’ interno di palazzo Ghislieri, complesso sito nella piazza Federico II ove egli nacque.

### Media

#### Stampa
Due sono i giornali che pubblicano la cronaca cittadina:
- Corriere Adriatico (edito ad Ancona);
- Il Resto del Carlino.

Inoltre vengono pubblicati in città il quindicinale Jesi e la sua valle.e il settimanale Voce della vallesina.

#### Televisione
In città ha sede la stazione televisiva di carattere regionale Tv Centro Marche.

## Economia

### Agricoltura

#### Viticultura
Nel territorio comunale e nell'area della Vallesina viene coltivata la vite, principalmente la varietà verdicchio, con cui viene prodotto il vino verdicchio dei castelli di Jesi nelle sue molteplici tipologie: Castelli di Jesi Verdicchio Riserva, Castelli di Jesi Verdicchio Riserva Classico, Verdicchio dei Castelli di Jesi, Verdicchio dei Castelli di Jesi spumante, Verdicchio dei Castelli di Jesi passito, Verdicchio dei Castelli di Jesi classico, Verdicchio dei Castelli di Jesi classico superiore.

### Artigianato
Per quanto riguarda l'artigianato, Jesi è rinomata per la lavorazione del rame, finalizzata alla realizzazione di una vasta gamma di prodotti, che spazia dal vasellame alle anfore, oltreché per la lavorazione della pelletteria.

### Terziario e servizi

#### Servizi finanziari
Risale al 27 maggio 1844 la nascita della Cassa di risparmio di Jesi istituita con Rescritto Pontificio. La cassa di risparmio poi inglobò le casse di risparmio più piccole della vallesina e continuò la sua crescita fino a contribuire alla nascita di Banca Marche. La sua eredità storica e morale è tramandata dalla Fondazione Cassa di Risparmio di Jesi con sede a Palazzo Bisaccioni che era la sede della banca.
La Banca delle Marche S.p.A., o brevemente Banca Marche, è stata fondata nel 1994 con sede legale ad Ancona ma con la direzione a jesi nel Centro direzionale Fontedamo specificatamente realizzato. Dal 22 novembre 2015 in liquidazione coatta amministrativa, è stato il principale ente creditizio della città, della vallesina e della regione. Dal giorno successivo è stata rifondata con la nuova denominazione di Nuova Banca delle Marche S.p.A.. Nel 2017 è stata fusa in UBI Banca S.p.A..
Sempre in ambito bancario, la nascita della Banca Popolare di Ancona risale alla creazione della Banca Popolare Cooperativa di Jesi il 18 ottobre del 1891. Dopo l'aggregazione con altre banche popolari marchigiane nel 1984 assume la denominazione di Banca Popolare di Ancona con sede generale presso il Centro direzionale Esagono costruito appositamente e situato alle porte della città. Dall'aprile del 2007 la Banca Popolare di Ancona è entrata a far parte del Gruppo UBI banca. Viene poi fusa per incorporazione nel 2017 in UBI Banca S.p.A.

## Infrastrutture e trasporti

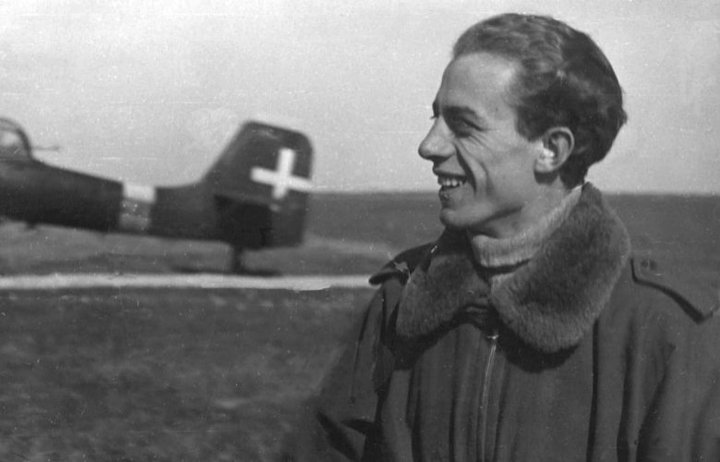
Giuseppe Cenni (MOVM), comandante dei reparti da Tuffo a Jesi, con il suo Stuka sullo sfondo.

Jesi è servita dalla Strada statale 76 della Val d'Esino e da una stazione ferroviaria posta sulla linea Roma-Ancona. Nel territorio comunale è stata realizzata la piattaforma logistica dell'Interporto di Jesi, sistema di opere, impianti e infrastrutture stradali e ferroviarie dedicato alla logistica e al trasporto intermodale.

### Aeroporti
Fino agli anni 1960 Jesi fu sede di un aeroporto che nel 1941 fu base dei reparti da tuffo sugli Stuka 239ª Squadriglia A.T. durante l'invasione della Jugoslavia.

## Amministrazione
| Periodo          | Periodo          | Primo cittadino      | Partito                            | Carica                   | Note |
| ---------------- | ---------------- | -------------------- | ---------------------------------- | ------------------------ | ---- |
| 30 agosto 1944   | 5 aprile 1946    | Pacifico Carotti     | Partito d'Azione                   | Sindaco nominato dal CLN |      |
| 6 aprile 1946    | 6 agosto 1956    | Pacifico Carotti     | Partito Repubblicano Italiano      | Sindaco                  |      |
| 5 ottobre 1956   | 24 febbraio 1957 | Raimondo Turco       |                                    | Commissario prefettizio  |      |
| 25 febbraio 1957 | 31 luglio 1958   | Eros Menna           |                                    | Commissario prefettizio  |      |
| 1º agosto 1958   | 2 febbraio 1961  | Adriano Monarca      |                                    | Commissario prefettizio  |      |
| 3 febbraio 1961  | 1º agosto 1962   | Gaetano Conigli      | Partito Socialista Italiano        | Sindaco                  |      |
| 2 agosto 1962    | 12 gennaio 1965  | Alberto Borioni      | Partito Socialista Italiano        | Sindaco                  |      |
| 13 gennaio 1965  | 22 dicembre 1966 | Sergio Bartolini     | Partito Socialista Italiano        | Sindaco                  |      |
| 23 dicembre 1966 | 2 agosto 1970    | Alberto Borioni      | Partito Socialista Italiano        | Sindaco                  |      |
| 3 agosto 1970    | 21 aprile 1971   | Enrico Ciuffolotti   | Partito Repubblicano Italiano      | Sindaco                  |      |
| 22 aprile 1971   | 17 maggio 1971   | Pietro Politi        | Partito Repubblicano Italiano      | Assessore anziano        |      |
| 18 maggio 1971   | 16 luglio 1975   | Vittorio Massaccesi  | Democrazia Cristiana               | Sindaco                  |      |
| 17 luglio 1975   | 11 maggio 1983   | Aroldo Cascia        | Partito Comunista Italiano         | Sindaco                  |      |
| 12 maggio 1983   | 10 aprile 1988   | Gabriele Fava        | Partito Comunista Italiano         | Sindaco                  |      |
| 11 aprile 1988   | 14 febbraio 1994 | Ernesto Girolimini   | Partito Comunista Italiano         | Sindaco                  |      |
| 15 febbraio 1994 | 12 giugno 1994   | Abramo Barillari     |                                    | Commissario prefettizio  |      |
| 12 giugno 1994   | 24 maggio 1998   | Marco Polita         | Partito Democratico della Sinistra | Sindaco                  |      |
| 24 maggio 1998   | 27 maggio 2002   | Marco Polita         | Democratici di Sinistra            | Sindaco                  |      |
| 27 maggio 2002   | 28 maggio 2007   | Fabiano Belcecchi    | Democratici di Sinistra            | Sindaco                  |      |
| 28 maggio 2007   | 7 maggio 2012    | Fabiano Belcecchi    | Partito Democratico                | Sindaco                  |      |
| 7 maggio 2012    | 11 giugno 2017   | Massimo Bacci        | lista civica                       | Sindaco                  |      |
| 11 giugno 2017   | 26 giugno 2022   | Massimo Bacci        | lista civica                       | Sindaco                  |      |
| 27 giugno 2022   | in carica        | Lorenzo Fiordelmondo | Partito Democratico                | Sindaco                  |      |

## Sport

### Città Europea dello Sport 2014
La città di Jesi è stata proclamata Città europea dello sport per l'anno 2014 dall'Associazione delle capitali europee dello sport. Il riconoscimento è stato conferito il 6 novembre 2013 al sindaco Massimo Bacci a Bruxelles, presso la sede del Parlamento europeo.

### Impianti
- Stadio Pacifico Carotti
- PalaTriccoli
- Polisportivo Cardinaletti
- Palazzetto della Scherma "Lamberto Magini"
- Campo da rugby

Scherma
La storia sportiva di Jesi è legata al Club scherma Jesi, in particolare nella disciplina del fioretto, che le permette di essere la città più medagliata al mondo nella storia delle Olimpiadi con un palmarès che annovera 23 medaglie, di cui 14 d'oro, 3 d'argento e 6 di bronzo. Da Montreal 1976 Jesi porta continuamente atleti alle Olimpiadi, da Los Angeles 1984 a Rio 2016 uno o più atleti di Jesi salgono ininterrottamente sul podio più alto. La città è rappresentata dai campioni olimpici Stefano Cerioni, Giovanna Trillini, Valentina Vezzali (diventata nel 2012 l'atleta italiana con il maggior numero di medaglie d'oro vinte alle Olimpiadi) ed Elisa Di Francisca, tutti allievi del maestro Ezio Triccoli a cui è stato dedicato il locale palazzetto dello sport. Il Club, fondato nel 1947, è stato insignito del Collare d'oro del CONI dal presidente Giovanni Malagò il 13 dicembre 2014.
Calcio
La squadra principale della città è la Jesina, che ha disputato anche un campionato di Serie C1 nella stagione 1984-1985 e diversi campionati della vecchia Serie C e C2, attualmente milita in Eccellenza Marche. Numerose squadre minori, rappresentanti ognuna diversi quartieri e ceti della città (Aurora, Duomo, Folgore, Gherardi, Junior, Juventus, Largo Europa, Latini, Libertas, Mazzangrugno, Spes, Vigor Ras, Virtus) hanno preso parte ai campionati minori marchigiani.. Ecco la situazione del calcio jesino per la stagione 2024-25:
1. Jesina – Promozione Marche (6º Livello) – Colori sociali: Bianco-Rosso – Fondata nel 1927
2. Borgo Minonna – Prima Categoria (7º Livello) – Colori sociali: Rosso-Blu – Fondato nel 1978
3. Aurora Jesi – Seconda Categoria (8º Livello) – Colori sociali: Blu-Arancione – Fondata nel 1955
4. Junior Jesina Libertas – Terza Categoria (9º Livello) – Colori sociali: Bianco-Rosso-Blu – Fondata nel 2006
5. Largo Europa – Terza Categoria (9º Livello) – Colori sociali: Giallo-Nero – Fondato nel 1975
6. Spes Jesi - Terza Categoria (9º Livello) – Colori sociali: Verde-Bianco – Fondata nel 1945

La EDP Jesina, rappresentante il movimento calcistico femminile della città, durante la sua storia è stata impegnata nel torneo di Serie A, categoria nella quale ha militato per una stagione nel 2016-17. Ecco la situazione del calcio rosa jesino per la stagione 2024-25:
1. Jesina Aurora – Serie C (3º Livello)

Calcio a 5
La Jesina C5 ha raggiunto in passato la promozione in Serie A nella stagione 1996-1997 disputando, in quanto vincitrice del proprio girone, i play-off scudetto. Nel 1997 nasce una nuova società, l'Acli San Giuseppe C5, squadra dell'omonimo quartiere che nel 2009-2010 ottiene la promozione al campionato nazionale di Serie B vincendo la Coppa Italia Nazionale di Serie C, categoria che manterrà fino alla rinuncia avvenuta prima del 2012-2013. Ecco la situazione del calcio a 5 jesino per la stagione 2024-25:
1. Jesi C5 – Serie B (4º Livello)
2. Vallesina C5 – Serie D (7º Livello)

Pallacanestro
La squadra locale è stata l'Aurora Basket Jesi, il cui massimo risultato ottenuto è stata la promozione in serie A1 nel 2004, oltre che una vittoria nella Coppa Italia di Legadue nel 2008. Disputava le proprie gare al PalaTriccoli. Nell'estate del 2022 la società viene rimpiazzata dalla Basket Jesi Academy. Ecco la situazione del basket jesino per la stagione 2024-25:
1. Basket Jesi Academy – Serie B (3º Livello)
2. Taurus Jesi – Serie C (5º Livello)
3. Pallacanestro Jesi - Divisione Regionale 1 (6º Livello)
4. Aesis 98 Jesi – Divisione Regionale 2 (7º Livello)

Pallavolo
La Pieralisi Jesi ha disputato 9 tornei di Serie A1 disputando anche 2 finali scudetto ed è riuscita a vincere la Challenge Cup di pallavolo femminile 2008-2009 a livello europeo. La città ha inoltre ospitato la fase finale della Campionato mondiale per club FIVB 1992 (femminile). Ecco la situazione del volley femminile jesino per la stagione 2024-25:
1. Pieralisi Jesi – Serie B1 (3º Livello)
2. Libertas Jesi – Prima Divisione (7º Livello)

Il Volley Club Jesi allenato da Julio Velasco nella stagione 1984-85

Il Volley Club Jesi negli anni ottanta e nei primi anni novanta ha disputato diversi campionati di A2 sfiorando la promozione nel massimo campionato con in panchina il futuro tecnico della nazionale italiana Julio Velasco. Ecco la situazione del volley maschile jesino per la stagione 2024-25:
1. Volley Club Jesi – Serie D (5º Livello)

Rugby
Il Rugby Jesi 70 ha raggiunto il suo punto più alto giocando nella Serie B. La società dispone anche di un ampio serbatoio giovanile ed è riconosciuta come Centro di Formazione Federale.
1. Rugby Jesi '70 - Serie B (3º Livello).

Pallanuoto
Per quanto riguarda la piscina, la città è stata rappresentata dal 1987 dalla Marche Nuoto Jesi che ha anche raggiunto il campionato di Serie B. La società ha chiuso i battenti al termine della stagione 2013-2014 e nell'estate 2014 è stata fondata la Jesina Pallanuoto che ne raccoglie l'eredità sportiva. Nel 2017-18 vince il campionato di Serie C ed è ammessa per la prima volta nella sua storia in Serie B. Nessuna rappresentanza invece in campo femminile. Ecco la situazione della pallanuoto jesina per la stagione 2024-25:
1. Jesina Pallanuoto – Serie C (4º Livello)

Ciclismo
Jesi è stata sede di arrivo di tappa del Giro d'Italia nel 1985 e nel 2022.
| Anno | Tappa | Partenza | km  | Vincitore di tappa | Maglia rosa       |
| ---- | ----- | -------- | --- | ------------------ | ----------------- |
| 1985 | 7ª    | Cervia   | 185 | Orlando Maini      | Roberto Visentini |
| 2022 | 10ª   | Pescara  | 196 | Biniam Girmay      | Juan Pedro López  |

Tennis
Sono presenti diversi campi da gioco presso il Circolo Cittadino e il Magic Tennis Academy, quest'ultimo è centro federale.
Bocce
La Bocciofila Jesina organizza gare nazionali e regionali e si è più volte laureata campione d'Italia di categoria nella specialità della raffa.
Pugilato
I ragazzi della Pugilistica Jesina partecipano alle gare regionali e nazionali e si allenano presso la palestra del PalaTriccoli.
Arti marziali
Non mancano in città diverse associazioni sportive che si occupano di arti marziali. Sono di fatto presenti tutte le specialità grazie al Karate Team, al Judo Samurai ed alla polisportiva Libertas che include tra i suoi programmi anche la disciplina del Taekwondo.
Atletica
Il campo polisportivo Cardinaletti è dotato di una pista di atletica in tartan con 6 corsie e di tutti gli altri strumenti necessari per svolgere tutte le attività di atletica leggera. Qui si svolgono gli allenamenti degli sportivi dell'Atletica Jesi.
Pattinaggio e ginnastica artistica
Presso il polisportivo Cardinaletti sono presenti una pista anulare per pattinaggio corsa 400 × 7 m, omologata per gare nazionali e internazionali ed una pista di pattinaggio piana (TA) .
Tiro a segno
In città vi è un poligono per gli amanti del tiro a segno. La più antica associazione sportiva della città viene fondata il 10 febbraio 1884 ed inizia le attività il 30 settembre 1888. Nel 2014 dispone di 10 linee di tiro a 10 metri, 6 a 25 metri e 10 a 50 metri. In Italia si posiziona tra le prime quindici Sezioni.